# Stazione di Carrara-Avenza
La stazione di Carrara-Avenza, citata nei documenti di Rete Ferroviaria Italiana anche semplicemente come Carrara o alternativamente Carrara AV., è una fermata ferroviaria posta sulla ferrovia Genova-Pisa.
In passato ebbe un ruolo importante a servizio della città di Carrara e dell'adiacente zona industriale: era inizialmente località di diramazione con il breve tronco diretto a San Martino, in seguito riutilizzato per il collegamento alla rete statale dalla ferrovia Marmifera, e fino ai primi anni novanta era anche collegata al sistema di raccordi della Zona Industriale Apuana, facente capo all'adiacente impianto di Massa Zona Industriale. Fu inoltre punto di interscambio con la tranvia Carrara-Marina di Carrara e in seguito con la filovia Carrara-Marinella di Sarzana.

## Storia

### Premesse
Le vicende che portarono alla costruzione, nel 1861, della stazione furono piuttosto travagliate: rispetto ai progetti originari della Tirrenica, che prevedevano la tratta tra Massa e La Spezia in superficie e con le stazioni di Massa, Avenza, Sarzana e La Spezia Valdellora con diramazione da Avenza a Carrara, i massesi e carrarini richiedevano che la stazione di Massa, al tempo distante dal centro abitato, venisse avvicinata e che la strada ferrata, andando verso Carrara, si dirigesse verso le colline che dividevano le due città e che fossero collegate direttamente tramite un traforo nella collina San Lorenzo.
Tuttavia alle richieste della popolazione si presentò un irrevocabile rifiuto da parte del Ministero dei lavori pubblici, che considerava la modifica non sostenibile nella realizzazione per quanto riguardava i costi, i mezzi e le tempistiche. Ciò provocò malcontento seguito da diverse manifestazioni e tumulti. A Massa la "questione ferroviaria" si concluse il 1º novembre del 1862, quando arrivò alla stazione cittadina il primo treno inaugurale. Di conseguenza il traforo non venne realizzato e la stazione di Massa rimase nell'ubicazione prevista dai progetti della linea.
Anche a Carrara vi furono diverse problematiche riguardo alla ferrovia che si stava costruendo, come la collocazione della stazione di Avenza, se a destra o a sinistra del torrente Carrione. Secondo alcuni esperti dell'epoca, a sinistra sarebbe stata meno lontana dal centro mentre a destra sarebbe stata più comoda per il commercio dei marmi. Venne poi scelta la sponda destra (in direzione mare).
Al precedente rifiuto del Ministero, la popolazione continuò a manifestare malcontento: difatti la sede destinata all'impianto sarebbe stata distante almeno quattro chilometri dal centro di Carrara. Anche a causa delle manifestazioni, la città rischiò di non ricevere né la modifica al tracciato della Tirrenica né il tronco sussidiario Avenza-Carrara, considerato dallo Stato del tutto inutile e oneroso. Dato che la modifica della tratta principale sarebbe stata comunque impossibile, per non perdere anche la diramazione verso il centro, il 15 luglio 1862 la municipalità carrarese inviò una lettera al prefetto perché interessasse il Ministero alla costruzione del tronco.

### Inaugurazione e primo esercizio

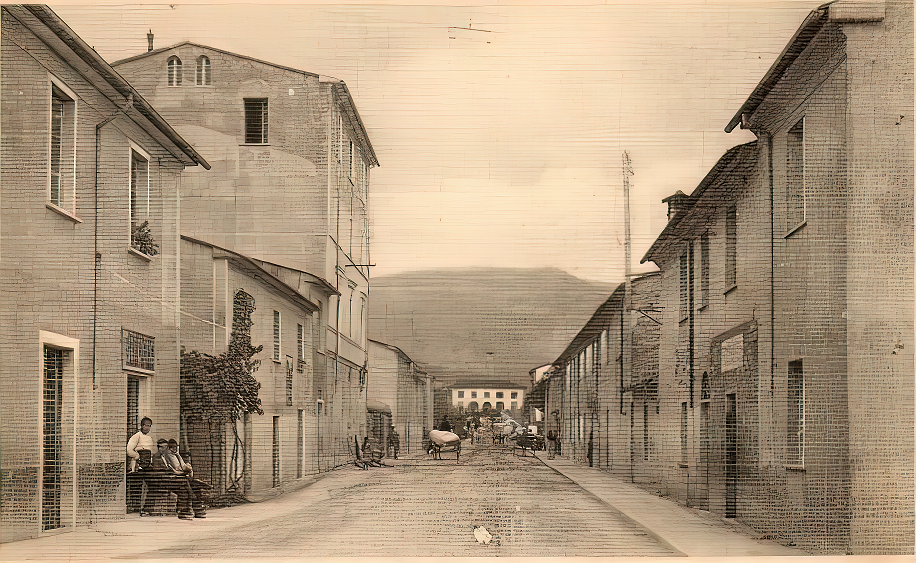
Il fabbricato viaggiatori visto dal viale Garibaldi (poi via Filippo Turati) nel 1917

La stazione venne aperta all'esercizio venerdì 26 dicembre 1862, con un edificio provvisorio in legno (menzionato come "la baracca di legno della Piombara", in riferimento alla vicina strada omonima) e sotto la gestione della Società Anonima delle Strade Ferrate Livornesi con la denominazione di "Avenza-Carrara", anche se all'epoca veniva spesso citata semplicemente come "Avenza". L'impianto rimase capolinea della linea da Pisa fino all'inaugurazione completa del tronco fino a Sarzana, il 15 maggio 1863.
Il 17 luglio 1863, circa due mesi dopo l'attivazione completa della tratta da Massa fino a Sarzana, iniziarono i lavori per la costruzione della ferrovia Avenza-Carrara, il tronco di 4499 m di diramazione per San Martino, approvato con decreto ministeriale nella stessa data; in tale occasione vennero effettuati vari ampliamenti al piazzale dell'appena inaugurata stazione, che comprendevano la realizzazione del binario di corsa della costruenda linea, una rimessa con due compartimenti, uno adibito alla trazione con annessa fossa da visita e l'altro per le vetture viaggiatori e una "callaia per merci" identica a quella prevista per la stazione di San Martino.
Mentre già al 1º giugno 1864 la località venne definita completa per quanto riguardava il servizio della ferrovia ligure e il 10 settembre 1866 divenne poi punto di diramazione con il centro di Carrara: la linea entrò anch'essa in esercizio a cura della Società per le Strade Ferrate Romane con capolinea alla stazione di Carrara San Martino, allora denominata "Carrara Città". Tuttavia, tre anni dopo, la stazione e la già citata linea passarono in gestione alla Società per le Ferrovie dell'Alta Italia a causa dei problemi economici di SFR.
Il 1º maggio 1871 re Vittorio Emanuele II di Savoia decretò l'inizio della costruzione dei primi due tronconi della ferrovia Marmifera da Piastra fino ad Avenza e da lì fino allo scalo di Marina di Carrara, raccordandosi con la preesistente linea statale da San Martino. Durante la costruzione di questi primi due tronconi venne realizzato anche il sottopasso ferroviario della Genova-Pisa, connesso alla tratta Avenza-Marina di Carrara.
Negli anni successivi la stazione venne man mano dotata di strutture fondamentali per il traffico merci, come una gru fissa per il carico e scarico – installata nel 1883 e che comportò anche l'ampliamento del piano caricatore dell'Avenza-Carrara e relativo binario tronco – e un ponte a bilico per la pesatura dei carri, installati tra la fine degli anni settanta e l'inizio degli anni ottanta dell'Ottocento dal gestore dell'infrastruttura a seguito di una segnalazione. Nel 1885 la gestione dell'impianto mutò nuovamente dalla Società per le Ferrovie dell'Alta Italia alla Società per le Strade Ferrate del Mediterraneo che, quattro anni dopo, portò a termine il raddoppio di binario fino a Sarzana configurando la località come stazione di passaggio dal doppio al semplice binario; questa si occupò anche dell'appalto per la costruzione delle latrine, poi aggiudicato a Paolo Gemignani di Viareggio.
Al 1º gennaio 1894 gli impianti e il piazzale di stazione erano così disposti:
|                      | Numero                     | Tipo     | Note |
| -------------------- | -------------------------- | -------- | --- |
| Linee                | 2 (SFM) + 1 (FMC)          |          | Linee Genova-Pisa / Avenza-Carrara, Marmifera |
| Apparati centrali    | Assenti                    | Assenti  | Piazzale completamente a mano |
| Binari               | 7 + 5 aste (SFM) + 1 (FMC) |          | L'area di competenza di FMC era isolata dal piazzale SFM da una recinzione e accessibile tramite cancello pur rimanendo collegata tramite un binario di raccordo |
| Deviatoi             | 15 (SFM) + 3 (FMC)         | Semplici | |
| Deviatoi             | 1 (SFM)                    | Triplo   | Deviatoio 6 |
| Deviatoi             | 2 (SFM)                    | Inglesi  | Doppio (deviatoi 14 e 16) |
| Intersezioni         | 1 (SFM)                    | Obliqua  | Tra i deviatoi 11 e 16, sul terzo binario |
| Intersezioni         | 3 (SFM)                    | Rette    | Come parte del binario perpendicolare d'accesso allo scalo merci                                                                                                 |
| Banchine             | 3                          |          | Una laterale e due mediane |
| Piattaforme girevoli | 3                          |          | Diametro 4 m (bin. 4), 5 m (bin. scalo) e 5,5 m (asta bin. 7) |
| Impianto idrico      | 1                          |          | Torre dell'acqua capacità 350 m³ |
| Gru                  | 2                          | A catene | Portata 10 t |
| Fabbricati           | 3                          |          | FV + latrine + casa cantoniera |
| Piani di carico      | 2                          |          | Linee Genova-Pisa ed Avenza-Carrara |
| modifica             |                            |          | |

Si evince dalla planimetria come le infrastrutture fossero in uno stato primitivo rispetto a successive configurazioni. Ben evidente la banchina intermedia tra i primi due binari e la diversa conformazione del piazzale: il terzo binario costituito come di corretto tracciato per la linea per San Martino, il passaggio dal doppio a semplice binario lato Pisa e il numero ridotto di binari in generale. Diversa era anche la configurazione dello scalo merci, dotato del solo piano di carico e di due tronchini, accessibili con un sistema di piattaforme girevoli collegate tra loro con un binario che attraversava perpendicolarmente i primi tre. Inoltre il piazzale era spartito, seppur in piccola parte, tra SFM ed FMC, questa proprietaria della sua linea e di un binario che faceva da interconnessione tra la sua area e quella della Rete Mediterranea.
Nonostante l'impianto cominciasse a prendere forma e diventasse gradualmente più efficiente per quanto riguardava la gestione del movimento, all'inizio del XX secolo il piazzale era sempre più frequentemente ingombro di carri e vi erano non poche difficoltà nel gestire il traffico proveniente dalle tre linee (Marmifera, Avenza-Carrara e Genova-Pisa): risultavano infatti 14 corse giornaliere per Carrara, il traffico di marmo della Marmifera, tutti i treni della Tirrenica in transito più le manovre per la composizione dei convogli, che rallentavano molto il traffico; per far fronte a questi problemi le Strade Ferrate del Mediterraneo nel 1903 approvò un progetto di ampliamento per entrambe le stazioni di Avenza e Carrara Città, per il servizio merci a piccola velocità lo spostamento di 250 m lato Massa del "disco di protezione" nel tentativo di ampliare la capacità dei binari di corsa per le manovre e la sostituzione della travata sul Carrione. L'anno successivo stipulò un contratto con l'ingegnere massese Paolo Margara per l'ulteriore ampliamento del traffico merci a piccola velocità, che come conseguenza portarono al completo rinnovo dell'armamento e sostituzione dell'originaria gru da 10 t, materiale che venne riutilizzato per la stazione di Savona Letimbro.

### Gestione sotto le Ferrovie dello Stato
Nel 1905 le neonate Ferrovie dello Stato acquisirono gran parte della rete ferroviaria nazionale, di cui facevano parte la Genova-Pisa e la diramazione per Carrara e, per far fronte ai già citati problemi di gestione del traffico, iniziarono degli studi per ampliamenti e sistemazioni generali per entrambe le stazioni, prevedendo, in particolare per Avenza, essendo quella più in difficoltà, l'installazione di un apparato centrale. Era inoltre in corso di stipulazione la durata di concessione del raccordo Faggioni (corrispondente al successivo raccordo Montecatini / IMEG), il cui deviatoio d'innesto era posto circa 100 m dopo il passaggio a livello in direzione Pisa, alla progressiva chilometrica 146+520. Non mancarono inoltre le modifiche ai treni stessi per alleggerire l'impianto, ad esempio nel 1907 vennero modificati i treni per Carrara mettendoli in coincidenza ad Avenza e sopprimendo due treni speciali.
Nel 1908 tra il personale assegnato alla stazione figuravano 4 deviatori, un manovratore, 4 applicati di cui un aiuto, 2 untori, 2 capisquadra per le merci, 4 manovali e un'addetta alla gestione dei servizi igienici. Risultavano inoltre un verificatore assegnato alla Squadra Rialzo e un manovale assegnato al deposito locomotive.
La seconda metà degli anni dieci fu in generale un periodo caratterizzato da continui interventi di miglioramento, manutenzione e di ampliamento del servizio offerto: dal 1º marzo 1915 la stazione venne annessa al servizio ferroviario-marittimo con la Sardegna, il 28 ottobre successivo si decise di ampliare ulteriormente il servizio trazione e merci, contemporaneamente vennero stanziate 176 000 lire per la sistemazione del ponte sul fiume Carrione con murature e lavori in cemento armato. Tra il 1917 e il 1918 vennero sostituiti gli organi di pompaggio annessi all'impianto di rifornimento, reputati insufficienti, e migliorati i fabbricati dormitorio per il personale di macchina e di linea.
Inoltre, a partire dal 20 maggio 1915, nei sottovia stradali del viale XX Settembre, non ancora del tutto completati, nel piazzale nord della stazione, iniziarono a transitare i convogli della tranvia elettrica concessa al comune di Carrara per il collegamento con la località Paradiso a Marina di Carrara; lunga 6,3 km, la tranvia era elettrificata alla tensione continua di 600 V e dotata dello scartamento standard tranviario di 1445 mm. Era anche in progetto una diramazione che raggiungesse il piazzale esterno della stazione per favorire l'interscambio treno-tram, realizzata e attivata solo il 19 gennaio 1928.

### Periodo fascista

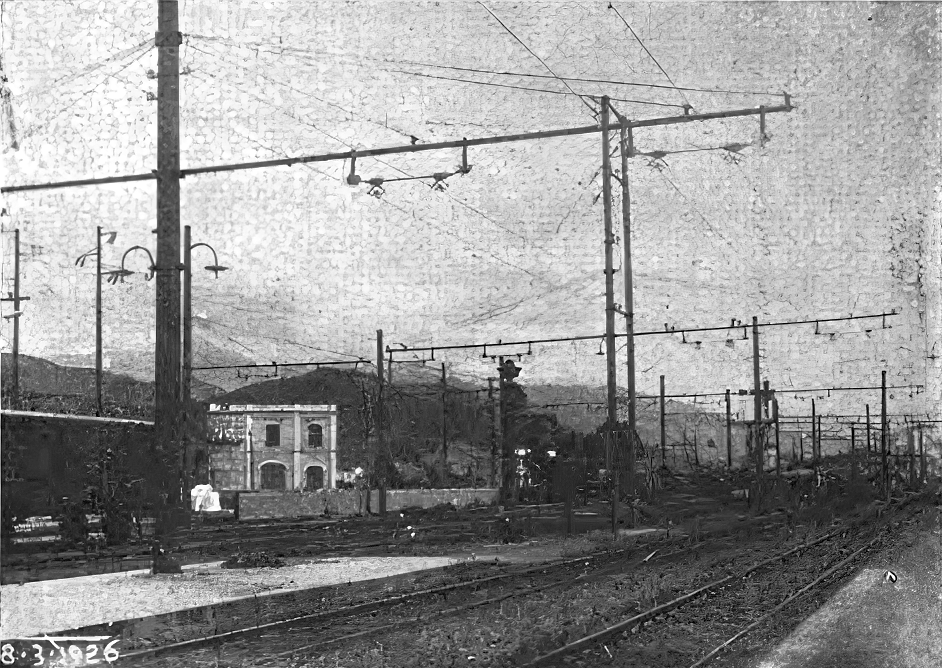
Elettrificazione trifase del piazzale sud di stazione l'8 marzo 1926

Alle origini del fascismo, la stazione fu teatro di alcuni eventi di violenza, seppur non di grave entità. Il primo di questi si verificò nella notte del 21 luglio 1921, in occasione dei fatti di Sarzana: nel piazzale della stazione si riunirono i fascisti di Livorno, Pisa, Massa e Carrara insieme a quelli provenienti da Firenze, Lucca e Pescia, costituendo una colonna di 500 / 600 unità circa che, verso le ore 2:00 del mattino, si diresse verso Sarzana camminando lungo la sede ferroviaria.
In quegli anni le FS predisposero vari lavori per l'ampliamento e sistemazione dei piazzali di varie stazioni, tra cui quello di Avenza, in previsione dell'attivazione del nuovo sistema di trazione trifase. Successivamente, il 1º dicembre 1924, la stazione cambiò denominazione in "Carrara-Avenza", con conseguente modifica delle iscrizioni in ceramica apposte sul fabbricato viaggiatori, fino ad allora recanti il nome originario di "Avenza-Carrara".
L'elettrificazione del piazzale venne decisa e realizzata nel 1925 con un accordo tra FS e FMC, al tempo le due società, tramite accordi, gestivano il movimento dei treni nonché le loro rispettive porzioni di piazzale. Poco dopo cominciarono i lavori per l'installazione della linea aerea di contatto, alimentata alla tensione alternata trifase di 3600 V, che risultarono terminati limitatamente al piazzale di stazione nel marzo del 1926. Venne poi edificata anche la sottostazione elettrica dedicata in direzione Pisa e dal successivo 28 ottobre l'elettrificazione venne attivata su tutto il tratto di linea dalla stazione di Massa a La Spezia Centrale. Al 30 giugno del 1926 risultavano in corso dei lavori di ampliamento riguardanti il ponte sul fiume Carrione per ospitare un numero maggiore di binari.
Da una statistica dell'esercizio effettuata dalle FS a metà anni venti, il piazzale di stazione risultava disporre di:
|                            | Numero | Tipo               | Note                                                              |
| -------------------------- | ------ | ------------------ | ----------------------------------------------------------------- |
| Linee                      | 2 + 1  | FS / FMC           | Linee Genova-Pisa / Avenza-Carrara, Marmifera                     |
| Apparati centrali          | 1      | ACI                | 9 leve per segnali, 6 per deviatoi e 1 per il passaggio a livello |
| Binari                     |        | Servizio Movimento | Lunghezza complessiva 1933 m                                      |
| Binari                     |        | Servizio Trazione  | Lunghezza complessiva 150 m                                       |
| Deviatoi                   | 24     | Semplici           |                                                                   |
| Deviatoi                   | 2      | Inglesi            | 1 semplice e 1 doppio                                             |
| Piattaforme girevoli       | 2      |                    | Da 5,5 m                                                          |
| Ponti a bilico             | 2      | A rotaia continua  | Capacità compresa tra le 20 t e le 30 t                           |
| Sagome limite              | 1      | Profilo FS         | Separata su due stanti                                            |
| Rifornitori idrici         | 2      |                    | Capacità complessiva di 100 m²                                    |
| Gru                        | 2      | Idrauliche fisse   |                                                                   |
| Gru                        | 1      | Da pesi scorrevole | Capacità oltre le 6 t                                             |
| Magazzini                  | 1      |                    | Area 104 m², perimetro di accosto per il binario 18 m             |
| Piani caricatori           | 2      |                    | Area complessiva 2224 m², perimetro di accosto complessivo 140 m  |
| Piazzali di carico diretto | 1      |                    | Perimetro di accosto 78 m                                         |
| modifica                   |        |                    |                                                                   |

Nel mese di settembre 1926 si verificò il secondo evento di natura fascista degno di nota: una squadra di militanti si recò alla stazione per distruggere i pannelli indicatori, apposti qualche anno dopo il cambio di nome da Avenza-Carrara, e sostituirli poi con altri con su scritto solo "Carrara": all'origine di tale reazione c'era stato l'attentato a Mussolini, ad opera dell'avenzino Gino Lucetti, accaduto l'11 settembre, che aveva causato la criminalizzazione della popolazione di Avenza, di spirito fortemente antifascista.
Già all'inizio del decennio, le Ferrovie dello Stato decisero di indire un concorso interno a punti per l'abbellimento e il decoro degli impianti ferroviari della rete nazionale, concorso che la stazione di Avenza vinse nel 1927 con un premio consistente in una medaglia d'oro e 500 lire. Lo stesso concorso venne vinto nuovamente nel 1981.
All'inizio degli anni trenta la stazione venne interessata da alcuni lavori di ammodernamento, tra cui la demolizione dell'originaria pensilina in ferro e sua sostituzione con una nuova, per un costo di 42 000 lire, mentre era in corso una gara d'appalto per la parziale copertura del piano caricatore FS tramite l'estensione del tetto del magazzino merci, edificato negli anni venti, dei lavori murari e di miglioramento degli impianti di sicurezza di stazione. Nel 1934 viene dotata di un impianto di distributori di benzina per gli automotori assegnati alle manovre nell'ambito della località.

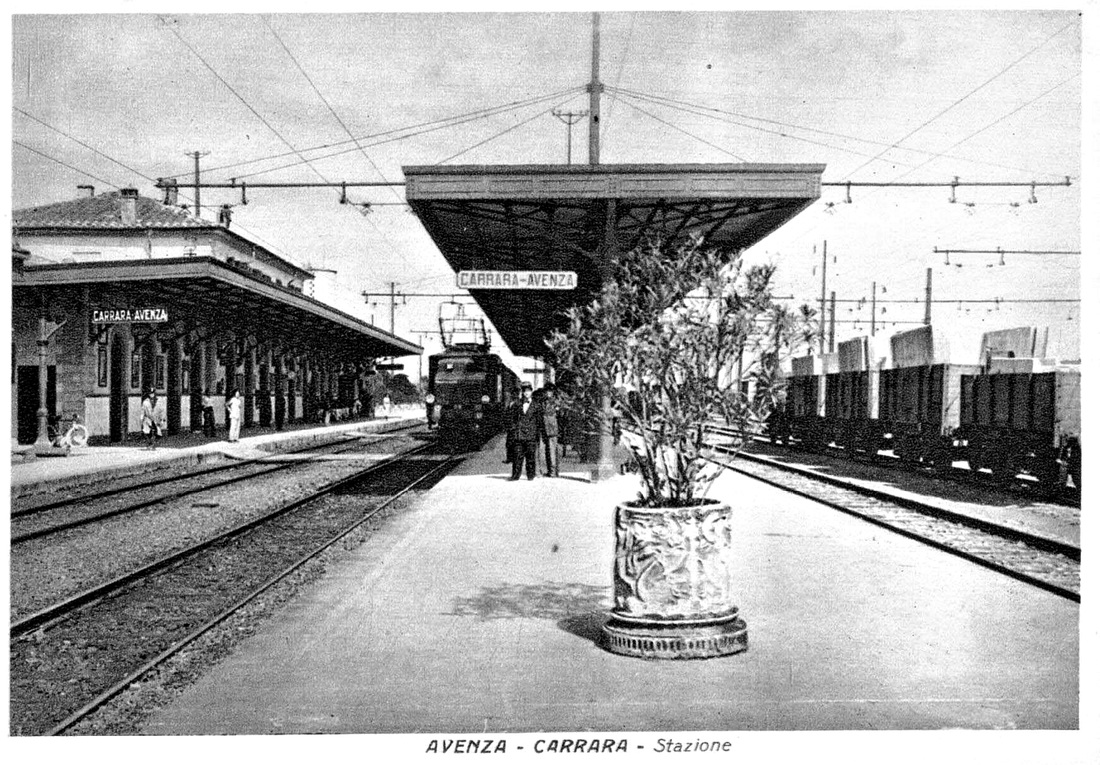
La stazione di Avenza negli anni trenta, con le nuove pensiline

A metà anni trenta, Osvaldo Sebastiani, segretario particolare di Mussolini, pensò alla costruzione di uno stabilimento che fornisse parti di ricambio per le Ferrovie dello Stato nei pressi dell'impianto ferroviario, idea che poi si tramutò nel 1939 nella Zona Industriale Apuana. Con la creazione di quest'ultima, la stazione vide dei significativi ampliamenti al piazzale, la creazione dei raccordi Montecatini Calciocianamide, Cementerie Apuane e Fibronit (denominata internamente area "campagna") e il collegamento del tronchino dello scalo merci alla rete dei raccordi. Grazie a queste importanti modifiche Avenza divenne uno dei punti d'origine della rete ferroviaria industriale e ottenne un nuovo collegamento con il porto di Carrara, il secondo dopo quello della Marmifera.
Nel 1939 la stazione assunse la nuova denominazione di "Apuania Carrara" (a volte menzionata anche come "Apuania Avenza") con l'istituzione del comune di Apuania, abbandonando il vecchio nome di "Carrara-Avenza", mentre le FS si occupavano della sistemazione operativa della stazione: risultava infatti aperta una gara d'appalto per la sistemazione dell'esistente apparato centralizzato. Contestualmente, risultava programmata l'installazione di nuovi apparati centrali elettrici ad Avenza, Massa Centro e Massa Zona Industriale.
Il 12 maggio del 1944 l'abitato di Avenza subì un bombardamento da parte delle forze alleate che colpirono l'incrocio di viale XX Settembre con la via Provinciale Avenza-Sarzana, l'asilo Finelli e la zona adiacente alla stazione, provocando rovine, 52 morti, 56 feriti e lasciando 400 persone senza casa; in aggiunta, l'interruzione della linea da Sarzana a Civitavecchia e della linea per San Martino, oltre a diversi danni al piazzale.

### Dopoguerra

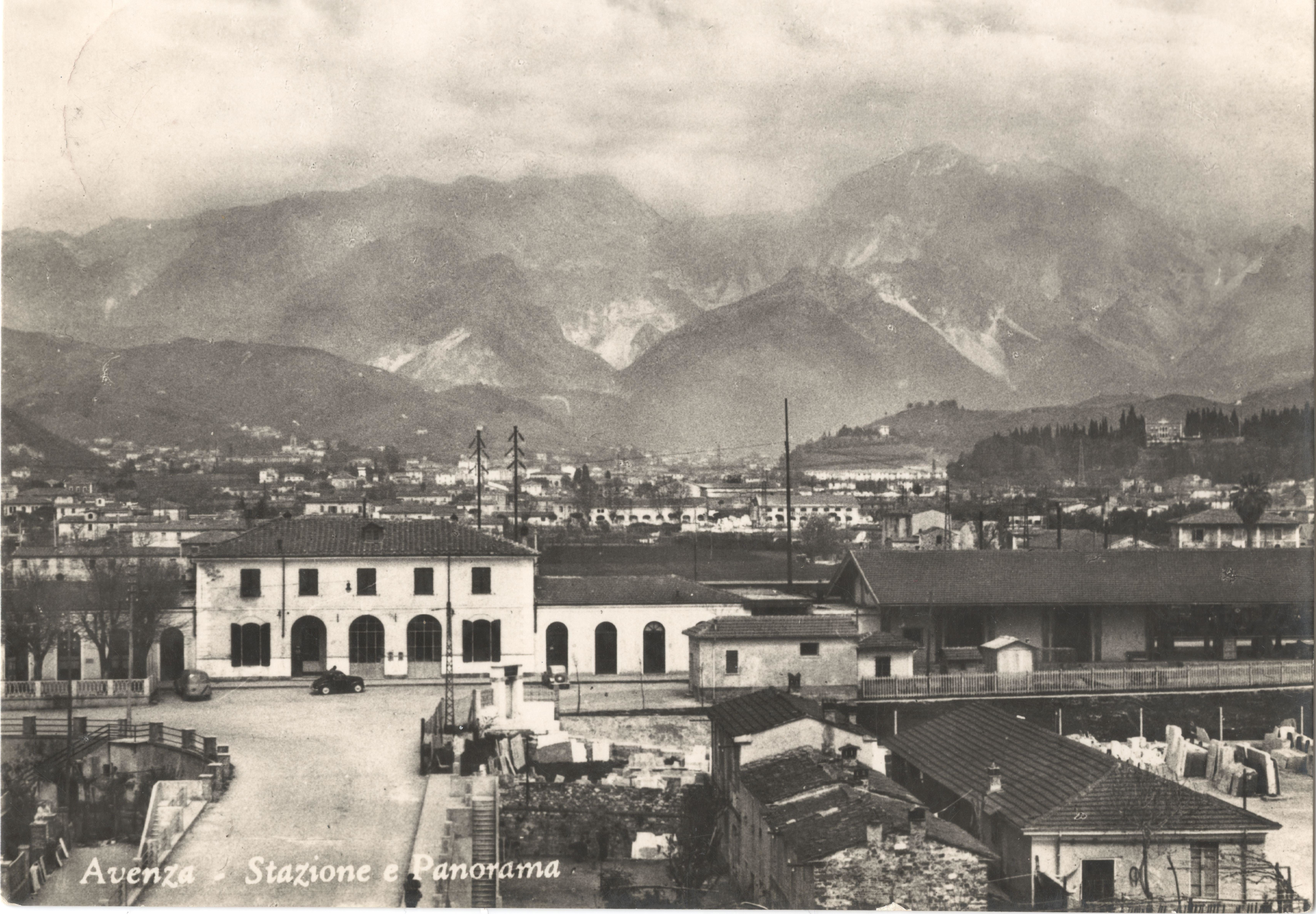
Panoramica aerea esterna della stazione con le Alpi Apuane sullo sfondo, circa negli anni quaranta. Il fabbricato viaggiatori è ancora quello originario e il magazzino non è stato ancora ampliato

Con la fine della guerra le FS si misero subito all'opera per la riapertura delle infrastrutture danneggiate e con l'aggiunta di miglioramenti tecnologici quali l'attivazione dell'esercizio con Dirigente Centrale sulla linea tra Livorno e La Spezia nel 1946, collegando l'impianto a mezzo di telefono selettivo con la stazione di Pisa Centrale, dove aveva sede la gestione della linea. La precedente denominazione di "Carrara-Avenza" venne ripristinata nel 1949, dopo la soppressione della denominazione adottata nel 1946 di Apuania Carrara.
Nella seconda metà degli anni quaranta, quando Carrara era ormai libera dai nazisti e sotto il controllo alleato, in occasione di uno sciopero generale, i partigiani locali attaccarono la stazione e danneggiarono alcuni binari del piazzale, manifestando il malcontento per la mancanza di lavoro.
Il 22 aprile del 1948 la linea vide mutare il suo sistema di elettrificazione, da 3600 V alternata trifase a continua alla tensione di 3000 V e, contestualmente, tra il 1947 e il 1948, la zona di piazzale centralizzata venne estesa a mezzo di due apparati centrali elettrici in sostituzione del precedente apparato, ormai datato.
Negli anni cinquanta la stazione venne interessata da grandi lavori di ammodernamento che compresero la completa ristrutturazione e ampliamento del fabbricato viaggiatori con un nuovo atrio e nuovi locali, apportando modifiche minori all'edicola, la realizzazione del sottopassaggio tra le due banchine tra il 1958 e il 1959, eliminando successivamente uno dei due attraversamenti a raso fino ad allora presenti, il prolungamento della pensilina metallica sulla banchina intermedia in direzione Pisa e la sistemazione dell'impianto di rifornimento idrico per le locomotive a vapore.

### Progressivo declino

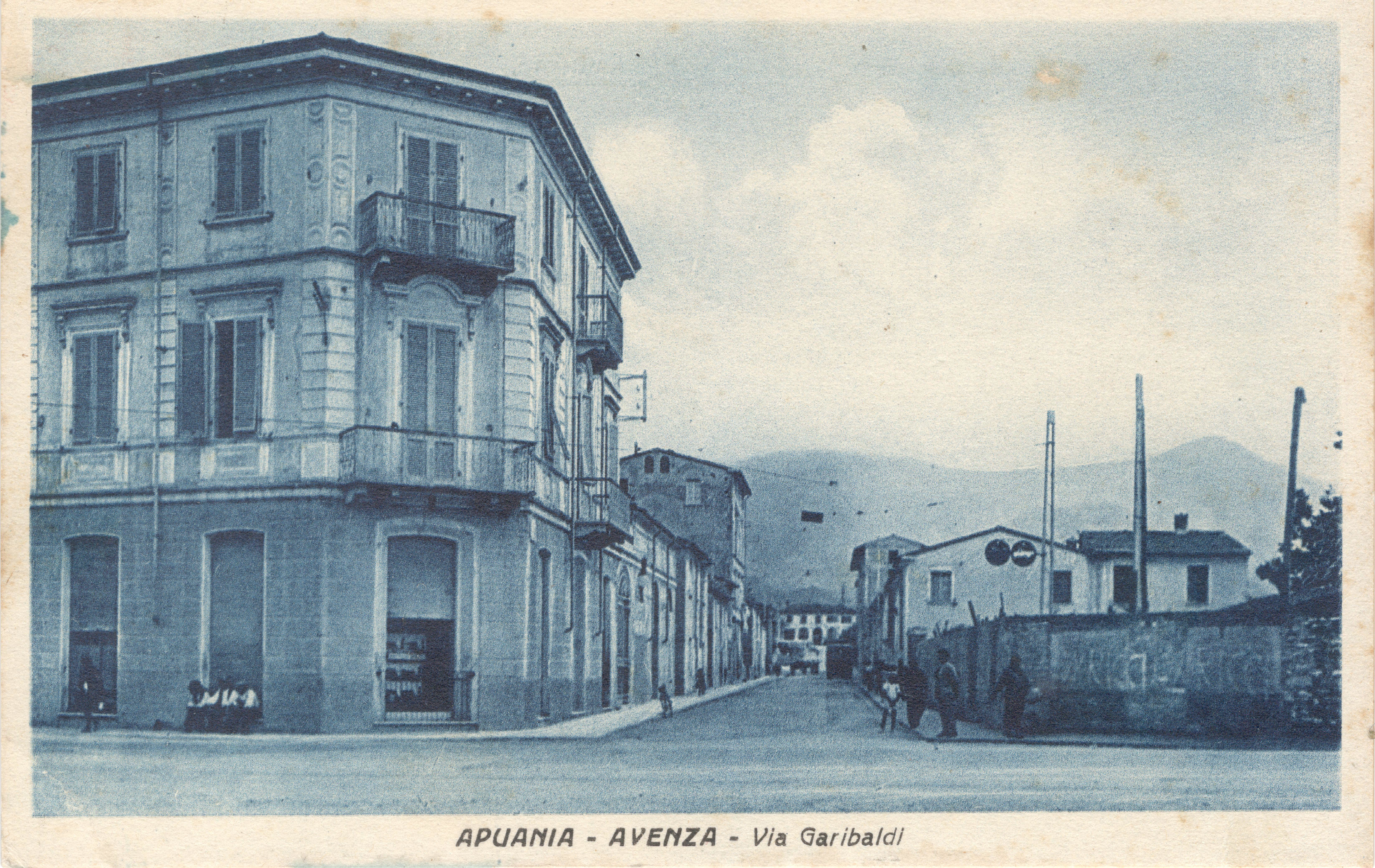
Viale Garibaldi (poi via Filippo Turati) nel 1942, sullo sfondo il fabbricato viaggiatori della stazione

Il servizio tranviario attivato nella metà degli anni dieci venne definitivamente soppresso nel 1955 a favore dell'impianto di una filovia che si estendeva per una lunghezza di 10 km fino a Marinella di Sarzana con diramazione ad Avenza nel viale della stazione, riprendendo il vecchio tracciato della diramazione tranviaria. L'esercizio durò fino al 26 dicembre 1985.
Il traffico proveniente dalla ferrovia Marmifera, sempre più ridotto negli anni data la crescente concorrenza del trasporto su gomma, fu soppresso il 15 maggio 1964; la chiusura al traffico della diramazione verso Carrara San Martino, esercitata negli ultimi anni solo per il traffico merci, risale invece al 28 febbraio 1969, dopo aver chiesto consenso nel 1962 di sopprimere la linea. Il 28 dicembre dell'anno successivo la linea e la stazione di San Martino vennero definitivamente soppresse con DPR n. 1459 del Presidente della Repubblica.
Nonostante il notevole calo di traffico causato dalla chiusura della Marmifera e della linea per il centro città, la stazione continuò ad avere un sostenuto traffico merci ed ampliamenti al piazzale ed annesse strutture, come l'edificazione nel 1965 di un fabbricato di sei alloggi per il personale di macchina e linea.
All'inizio degli anni settanta risultavano in corso dei lavori di sistemazione, potenziamento e ampliamento che includevano il prolungamento dei binari di ricevimento e partenza del fascio merci, anche in previsione dell'impianto del nuovo apparato centrale elettrico a itinerari, iniziati nel 1971 e terminati tre anni dopo. Nel 1976 la stazione subì il totale riassetto degli apparati di comando e controllo del piazzale che comportò l'attivazione del già menzionato ACEI del tipo a pulsanti presso l'ufficio movimento, di costruzione A. Siliani di Firenze, e la disattivazione dei due apparati centrali elettrici insieme alle cabine A – costituente l'ufficio movimento di stazione – e B, con l'unificazione dei posti di blocco 34 a 33, dei quali venne mantenuto solo il primo che in precedenza identificava l'ex cabina A.
Nel 1987 la situazione dell'impianto cominciava a dare segni di precarietà, Alcide Angeloni, politico democristiano massese, lamentava come con l'entrata in vigore della nuova pianta organica per la dirigenza del movimento la stessa e quella di Massa Centro erano state declassate alla settima categoria (lasciando Massa Zona Industriale in ottava) e per Carrara-Avenza specificatamente erano state soppresse diverse fermate di treni viaggiatori, mentre per Massa Centro il compartimento di Firenze decise di ritirare l'automotore di stanza per le manovre; FS rispose che per Massa Centro erano in corso dei lavori di restauro per il fabbricato viaggiatori e di adeguamento per l'apparato centrale di stazione (di tipo ACEI) mentre l'automotore, effettivamente di scarsa utilità, era stato spostato a Massa Zona Industriale. Per Avenza erano in corso degli adeguamenti per i locali pubblici e per i prospetti esterni.
Sul finire degli anni ottanta la stazione disponeva di:
|                      | Numero | Tipo              | Note |
| -------------------- | ------ | ----------------- | --- |
| Linee                | 1 (+1) |                   | Genova-Pisa, raccordi Zona Industriale Apuana (questa declassata da binario indipendente a semplice raccordo). Le vecchie linee Avenza-Carrara e il binario per Fiorino della Marmifera sono state declassate ad aste di manovra. Il ramo per Marina di Carrara risulta soppresso mentre tutta l'area ex FMC è stata acquisita da FS |
| Apparati centrali    | 1      | ACEI              | Tipo I 0/15 prima serie a pulsanti |
| Binari               | 6      | Circolazione      | Da 1 a 5 e 1p |
| Binari               | 2      | Secondari         | 6 e 7 |
| Deviatoi             | 20     | Semplici          | |
| Deviatoi             | 2      | Inglesi           | Doppi |
| Piattaforme girevoli | 1      |                   | Per accesso al raccordo Du Borck |
| Ponti a bilico       | 1      | A rotaia continua | Capacità 40 t |
| Sagome limite        | 1      | Profilo FS        | Separata su due stanti |
| Magazzini            | 1      |                   | |
| Piani di carico      | 2      |                   | Linee Genova-Pisa ed ex Avenza-Carrara |
| modifica             |        |                   | |

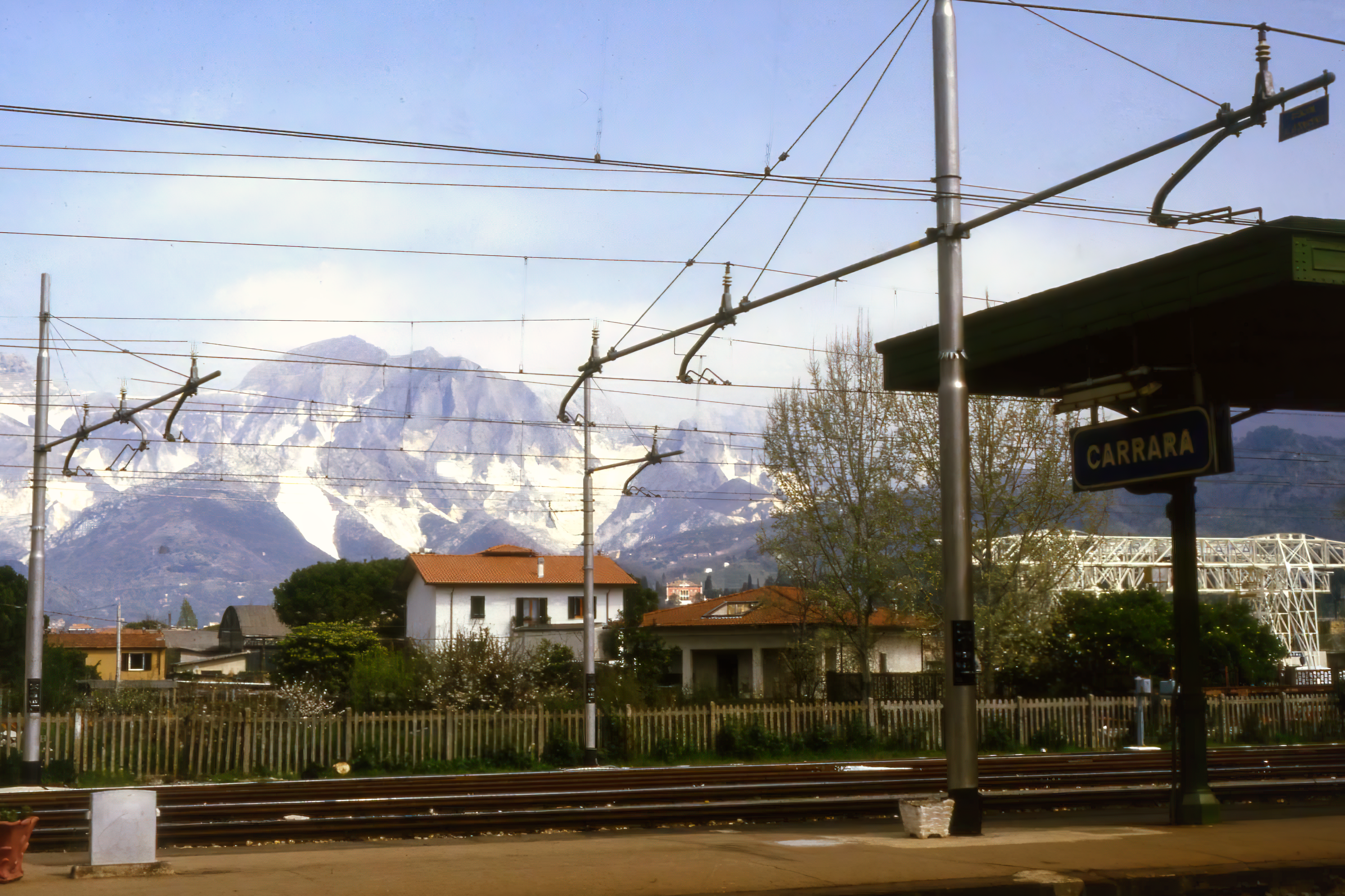
Scorcio delle Alpi Apuane e dei binari del piazzale nord agli inizi degli anni '90

La stazione svolgeva la funzione di posto di blocco (nº 33) essendo la linea ancora gestita con Blocco Elettrico Manuale; gli istrumenti di blocco erano collegati rispettivamente alle località confinanti di Luni e Massa Zona Industriale.
Dal 1992 iniziarono i depotenziamenti: dal 1º dicembre, con la progressiva perdita d'importanza dell'impianto, venne a cessare il traffico merci di maggiore rilievo con la disabilitazione effettiva dal servizio, penalizzando ulteriormente la situazione della stazione che dalla soppressione delle ferrovie Marmifera e Avenza-Carrara non era migliorata; nel 1999 vennero inizialmente soppressi i raccordi Vulcania e Du Borck mentre il raccordo SIMA venne soppresso all'inizio degli anni novanta. Non molto dopo anche il binario 1p, ormai non più utilizzato, tagliando fuori l'impianto dalla Zona Industriale Apuana.
Tra il 1993 e il 1995 vennero effettuati vari interventi di ammodernamento a livello nazionale riguardanti l'infrastruttura e gli apparati di sicurezza, in particolare a fine 1993 il tratto di linea da Avenza a Massa Centro e Sarzana venne banalizzato e attrezzato con blocco elettrico automatico a correnti codificate a 4 codici, ponendo fine al distanziamento operato tramite Blocco Elettrico Manuale, in particolare verso Sarzana vennero realizzate sette sezioni di blocco e due verso Massa Zona Industriale.
Dal 1996, si pensò più volte di unificare la stazione di Avenza con quella di Massa Centro e di creare un unico grande impianto denominato stazione di Massa-Carrara, identificata in una delle due stazioni esistenti oppure in corrispondenza dello scalo merci di Massa Zona Industriale. Tuttavia tale progetto divenne poi oggetto di polemiche, e mai realizzato, come altri in seguito.

### Anni 2000

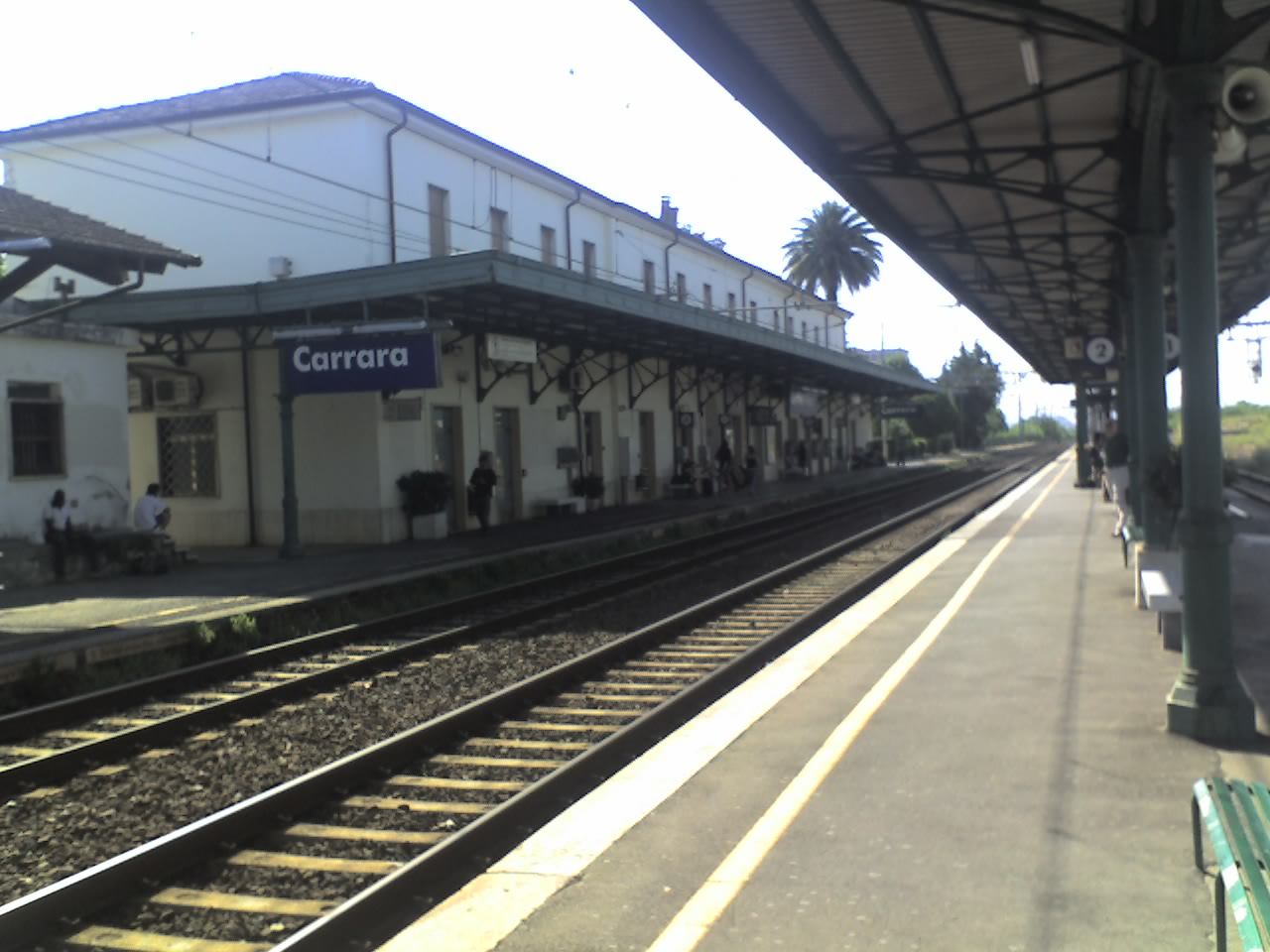
Veduta interna della stazione nel 2009, qui i binari della Genova-Pisa e il fabbricato viaggiatori

Nel 2001 Rete Ferroviaria Italiana prese in gestione l'infrastruttura ferroviaria nazionale a seguito della scissione delle Ferrovie dello Stato in tante piccole società controllate. RFI tra il 2004 e il 2005 apportò vari lavori di ammodernamento estetici durante i quali vennero sostituiti i vecchi pannelli indicatori di località tipo FS con i nuovi, e rimuovendo la cabina esterna annessa all'ufficio movimento, presente dall'attivazione dell'apparato centrale elettrico a leve individuali.
Nel 2005 risultava presenziata da dirigente movimento in regime di stazione porta intermedia (saltuariamente impresenziata), in questo periodo la pertinenza del fascio merci venne acquisita dalla Direzione Compartimentale Infrastruttura di RFI, difatto riservandolo al servizio lavori.
Il fascio merci negli anni successivi continuò a non venir più utilizzato regolarmente data la mancanza, già da diversi anni, di treni merci in origine e terminanti; nel 2008 il consigliere provinciale Cesare Micheloni chiese alla Regione, Provincia, Comune, Trenitalia e RFI di attuare un piano di riqualificazione dell'impianto, richiesta che non vide seguito immediato. Il declino del traffico merci, con il quale non si riuscivano a garantire i volumi richiesti da RFI per il mantenimento dello scalo e il modello di esercizio adottato, che appunto non prevedeva treni con origine/destinazione da Carrara-Avenza, imposero la trasformazione dell'impianto in fermata impresenziata e la conseguente soppressione del servizio movimento a partire dall'orario invernale entrato in vigore il 21 dicembre 2012. Tuttavia i lavori di smantellamento parziale del piazzale terminarono in anticipo, a luglio dello stesso anno.

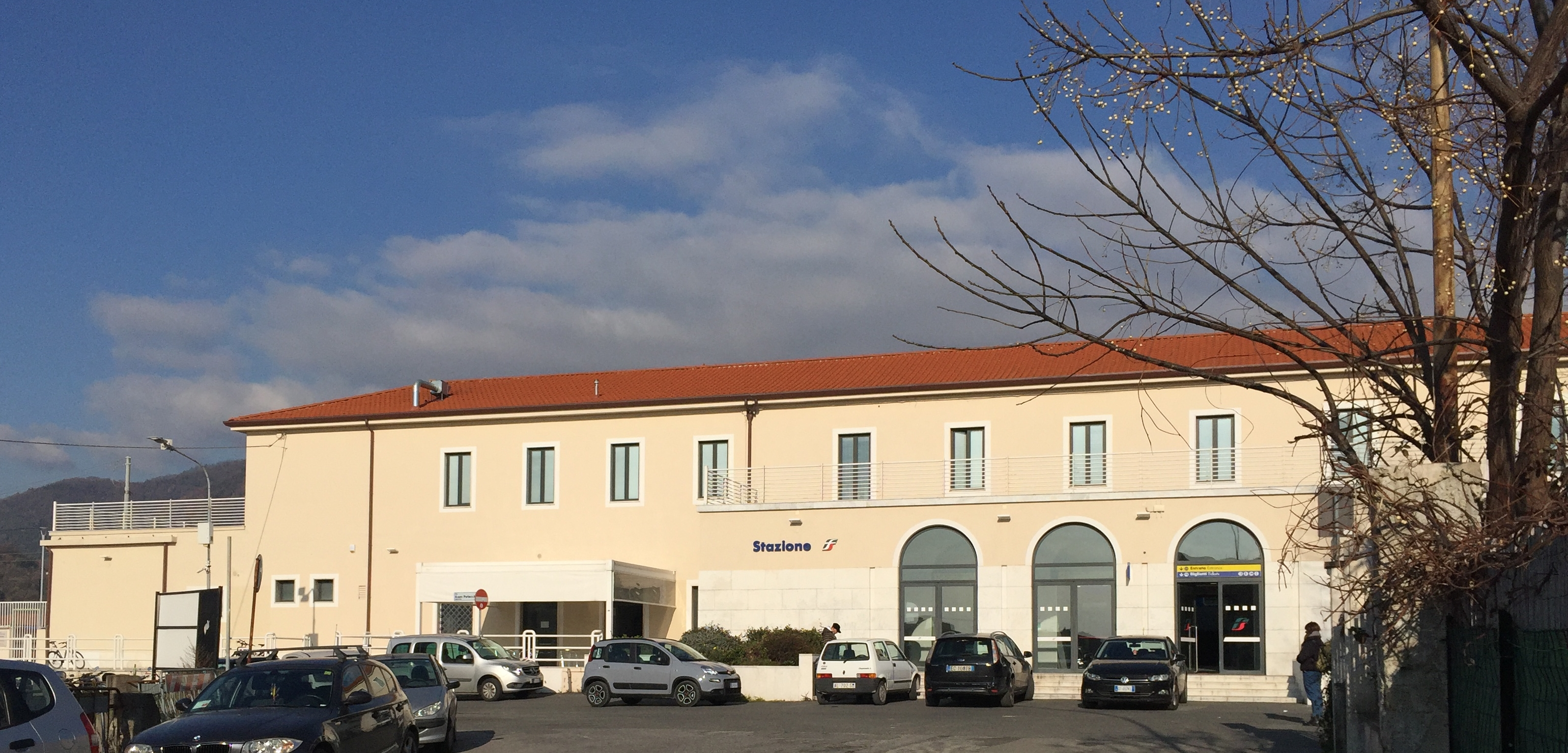
Il fabbricato viaggiatori visto dall'esterno come si presenta dopo i lavori di restyling, nel 2022

Gli eventi riguardanti la fermata da allora tesero ad attenuarsi, con una singolare parentesi accaduta il 20 febbraio 2015 riguardante il ritrovamento di una bomba inesplosa risalente alla seconda guerra mondiale, mentre erano attivi i preparativi dei lavori per l'adeguamento della sezione idraulica del ponte sul Carrione dal 12 dicembre scorso. Tale ordigno venne poi fatto brillare il 1º marzo dello stesso anno dopo l'evacuazione dell'intera area. I lavori ripresero a seguito della rimozione della bomba e terminarono per la fine dello stesso anno.
Da settembre 2016 fino a febbraio 2018 l'impianto è stato oggetto di importanti lavori di riqualificazione che hanno riguardato l'abbattimento delle barriere architettoniche per l'accessibilità alle persone con mobilità ridotta sia ai treni che al fabbricato viaggiatori stesso, l'innalzamento e l'adeguamento delle banchine agli standard europei con mappe tattili per non vedenti, l'installazione di due ascensori dalle banchine al sottopassaggio, anch'esso restaurato e vari altri interventi estetici quali la completa ristrutturazione interna ed esterna del fabbricato viaggiatori (la maggiore da metà anni cinquanta), delle pensiline e del magazzino merci, con il completo rinnovamento del sistema di annunci sonori e dell'illuminazione. La reinaugurazione avvenne il 6 giugno 2018 con la presenza dell'assessore regionale Vincenzo Ceccarelli, del sindaco di Carrara Francesco De Pasquale e del Direttore Produzione Toscana di RFI Efisio Murgia; il costo totale dei lavori è stato pari a 2,5 milioni di euro.
Il 12 agosto 2020 il Comune si pose nuovi obbiettivi per il miglioramento dell'accessibilità dell'impianto quali un accesso lato nord, il riutilizzo dell'ex sedime per un parcheggio di scambio e la chiusura del passaggio a livello tramite un sottopasso.

## Strutture e impianti

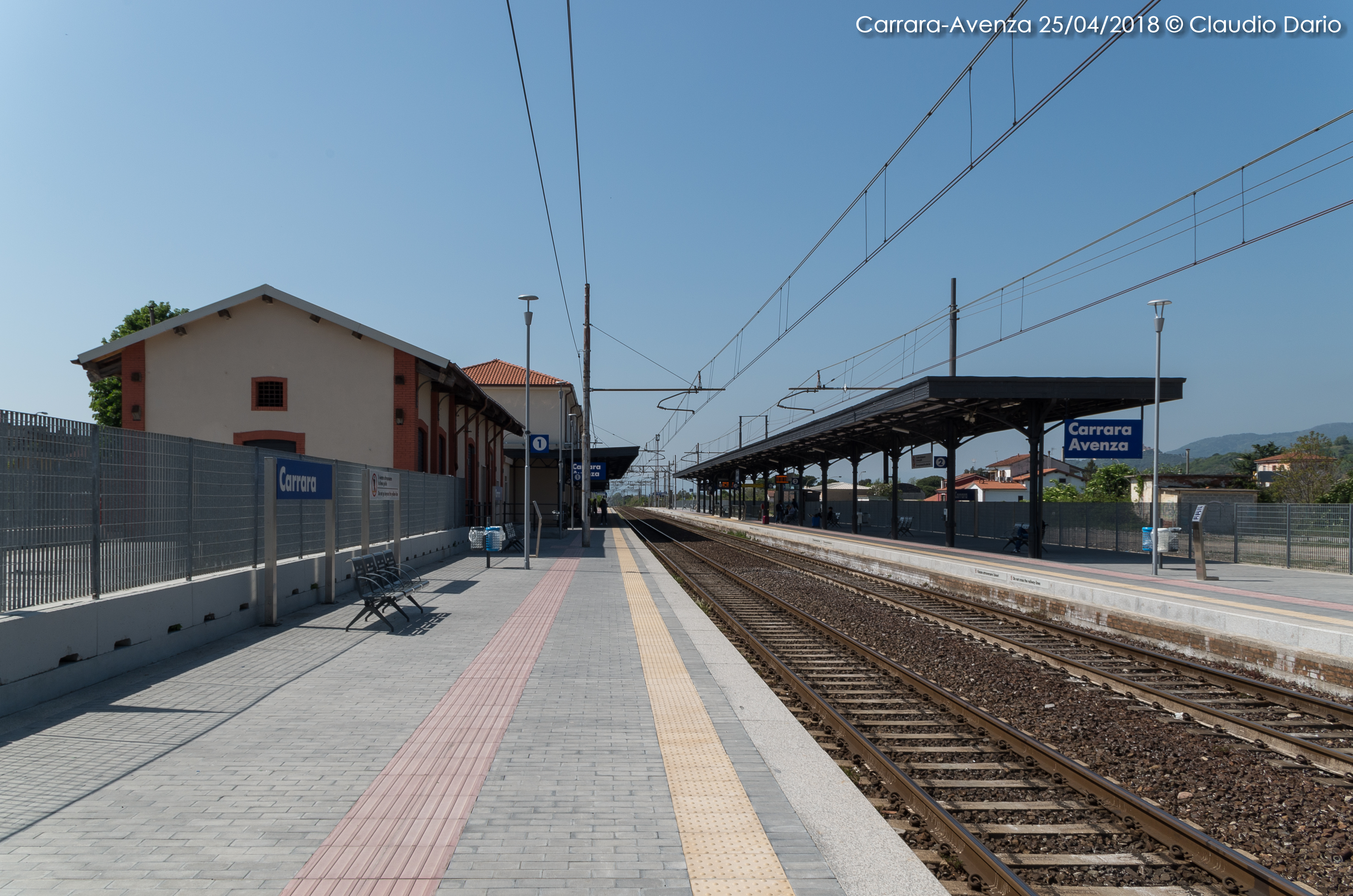
Veduta generale della fermata dopo i lavori di riqualificazione del 2017/2018

### Caratteristiche generali
La fermata dispone un fabbricato viaggiatori e di due binari di linea, il primo dedicato prevalentemente ai treni per La Spezia Centrale, il secondo a quelli per Pisa Centrale. Essi dispongono di banchine coperte da pensiline in ferro e sono collegate tramite sottopassaggio e due ascensori.
Fino a luglio 2012, l'impianto disponeva di altri tre binari di circolazione, di cui il terzo normalmente utilizzato per l'effettuazione di precedenze e come capolinea per i treni da e per Firenze, e altri vari binari secondari e strutture dedicate al trasporto merci. Tali binari vennero parzialmente rimossi in occasione del declassamento nell'estate del 2012 e rimossi definitivamente nel 2017 con i lavori di riqualificazione. Vennero lasciati intatti solo parte dei deviatoi in uscita lato La Spezia e il vecchio binario diretto a Carrara San Martino, ridotto ad asta di manovra in prossimità dei ponti di Anderlino.

### Fabbricati

#### Fabbricato viaggiatori

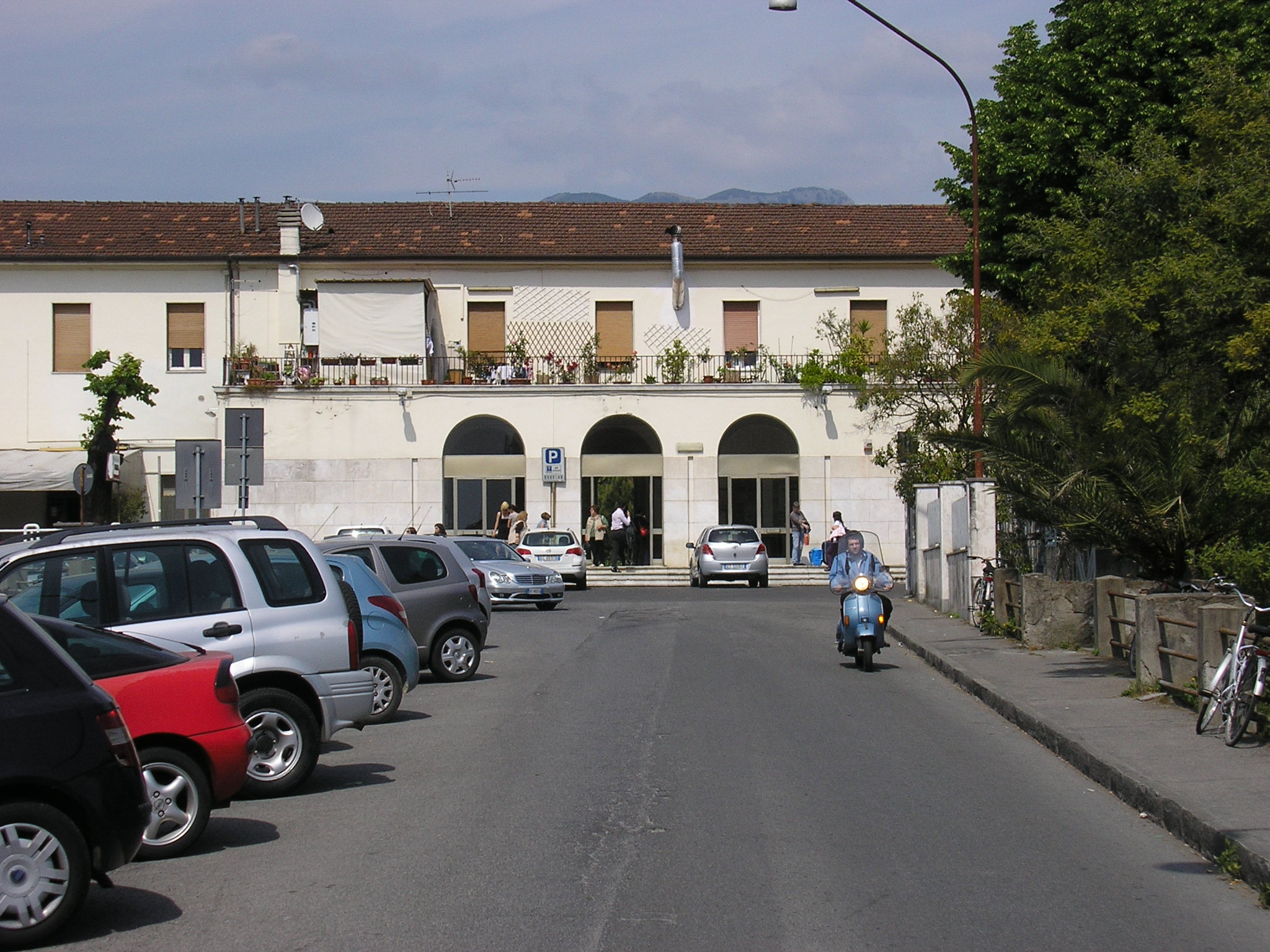
Il fabbricato viaggiatori visto dall'esterno nel 2011, prima dei lavori di riqualificazione

Il fabbricato viaggiatori sorge in via Enzo Petacchi n. 2 ed è composto da un corpo a due piani a pianta rettangolare, con avancorpo a tre assi ospitante l'atrio. Esso subì nel corso del tempo varie ristrutturazioni e nei primi anni cinquanta assunse l'aspetto definitivo.
All'inaugurazione la stazione venne dotata di una struttura provvisoria in legno, poi sostituita con uno stabile definitivo in muratura già a fine del XIX secolo: questo edificio, nello stile semplice tipico delle stazioni medio-piccole, era costituito da un corpo centrale a 5 assi dal quale si diramavano due altri corpi secondari a 3 assi ciascuno (in seguito divenuti 4) e sarà la base delle varie ristrutturazioni successive che porteranno alla sua forma definitiva.
Al 1926 il fabbricato ospitava, negli ambienti del corpo centrale, l'atrio con la biglietteria, la sala d'attesa di 1ª e 2ª classe, l'ufficio gestione, l'ufficio movimento e telegrafo e l'ufficio del capostazione, mentre nei due corpi laterali trovavano posto la sala d'attesa di 3ª classe, il magazzino merci a grande velocità (corredato di bilancia esterna), l'ufficio della polizia ferroviaria e un piccolo ristorante. I servizi igienici risultavano essere separati dall'edificio principale, elemento molto comune nell'architettura dell'epoca, in un fabbricato più piccolo posto lato La Spezia.
Sul finire degli anni cinquanta venne interessato da nuovi lavori di ampliamento che comportarono l'edificazione dell'atrio e il riassetto dei locali della biglietteria, insieme alla costruzione del secondo piano per il corpo secondario lato La Spezia; sempre in quel periodo l'antico fabbricato per i servizi igienici venne demolito e gli stessi trasferiti in locali interni più ampi, nei pressi del corridoio d'uscita.
Con il secondo riassetto, il fabbricato risultava ospitare i seguenti servizi:
- Biglietteria a sportello
- Sale d'attesa (1ª e 2ª classe)
- Deposito bagagli con personale
- Servizi igienici
- Ufficio postale
- Bar
- Ristorante

Era inoltre sede degli uffici di verifica veicoli, impianti elettrici e sicurezza, gestione e gestione merci. Altri locali erano dedicati al servizio movimento (ufficio dedicato con telegrafo, sala per il capo stazione titolare), agli spogliatoi del personale, situati nei pressi della seconda uscita vicino al bar/ristorante, alla segreteria e a un archivio. Con l'attivazione del nuovo apparato ACEI, anche il corpo lato Pisa venne dotato di un secondo piano per ospitare la sala relé.
Con i lavori di ristrutturazione effettuati tra il 2016 e il 2018 lo stabile subì una forte ristrutturazione che comportò il rifacimento della facciata e l'accesso principale con la biglietteria; vennero inoltre ricostruiti i bagni, la sala d'attesa e il sottopassaggio, dotato di due ascensori. Venne inoltre ristrutturato interamente anche il magazzino merci, il cui tetto era in stato pericolante.
Lato La Spezia vi era un piccolo giardino caratterizzato dalla presenza di alberi come pini e abeti, e di una palma di grandi dimensioni; data l'incuria, durante i lavori di ristrutturazione questo venne convertito in suolo calpestabile, lasciando le due fontane già presenti che ricevettero a loro volta un restauro estetico.
I locali interni vennero affittati alla società della ferrovia Marmifera in due occasioni durante il novecento, una sul finire degli anni venti e una poco prima della dissoluzione dell'azienda.

#### Altri edifici
La fermata disponeva, oltre alle varie strutture per il traffico merci, di altre strutture di servizio, alcune di esse relative alla Marmifera:
- ufficio e casello FMC,[155][A 4] utilizzato fino al 1992 dal servizio manovra;
- altri due fabbricati, di il più grande ospitava il posto di guardia AC (impianti elettrici), situati vicino al piano caricatore per la linea per Carrara;
- alcuni edifici in prossimità del ponte ferroviario che scavalca il fiume Carrione, uno adibito ad alloggi per il personale viaggiante, mentre un altro di più grandi dimensioni ospitava il magazzino del servizio lavori. Gli ex alloggi vennero poi demoliti nel 2015 come conseguenza dei lavori di realizzazione della terza campata del ponte sul Carrione;
- un fabbricato ospitante il quadrante annesso al ponte a bilico;
- una rimessa per mezzi d'opera a due piani, di cui il primo per la rimessa stessa e il secondo con funzione di abitazione per il personale, costruita nel 1948;
- una piccola garitta, sita nei pressi del paraurti del binario 7, poco prima del passaggio a livello;
- due case cantoniere, una posta ai limiti del piazzale lato La Spezia e l'altra nei pressi del passaggio a livello.

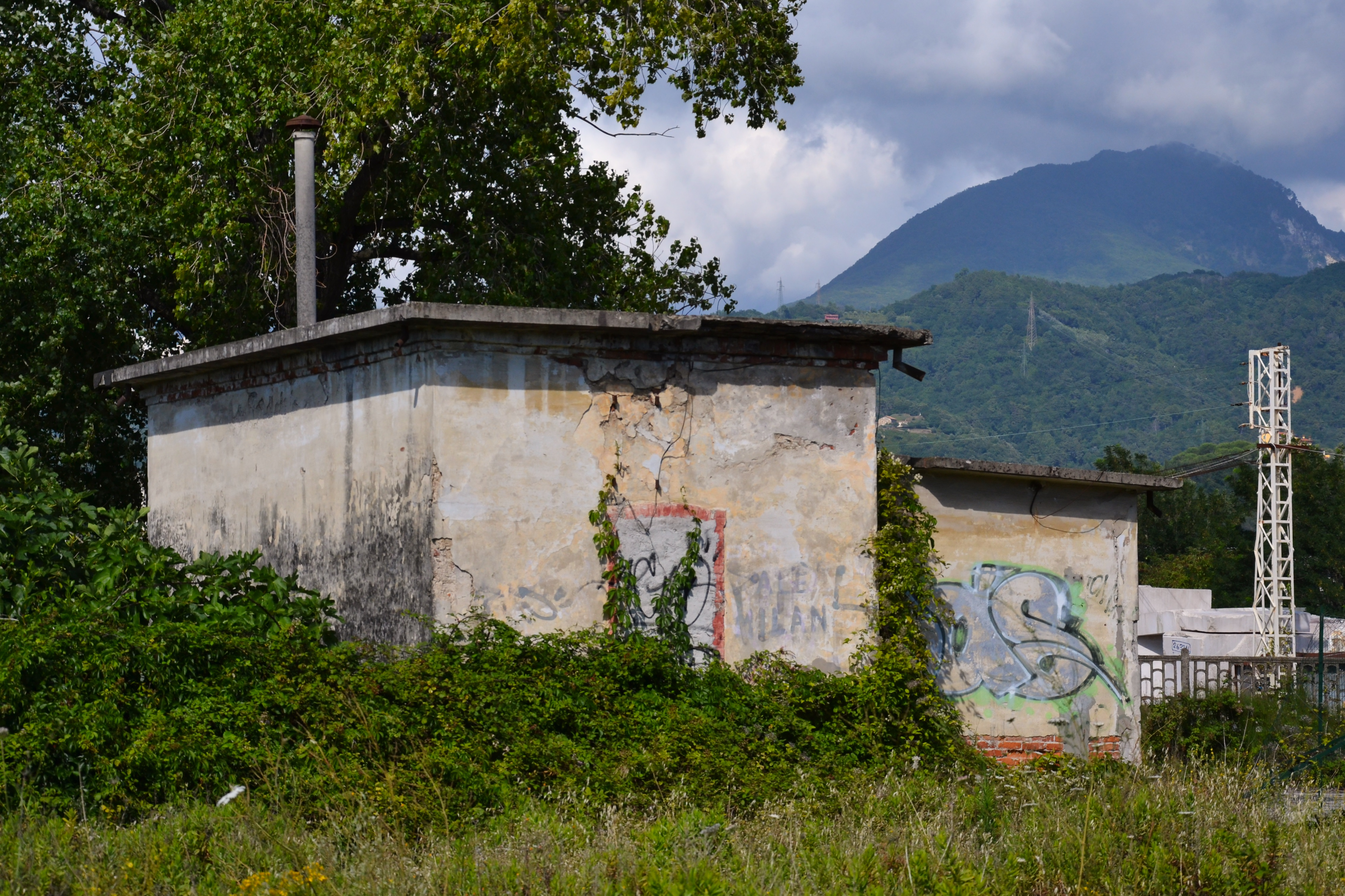
L'ex ufficio e casello FMC, riutilizzato come ufficio del servizio manovra fino ai primi anni 2000
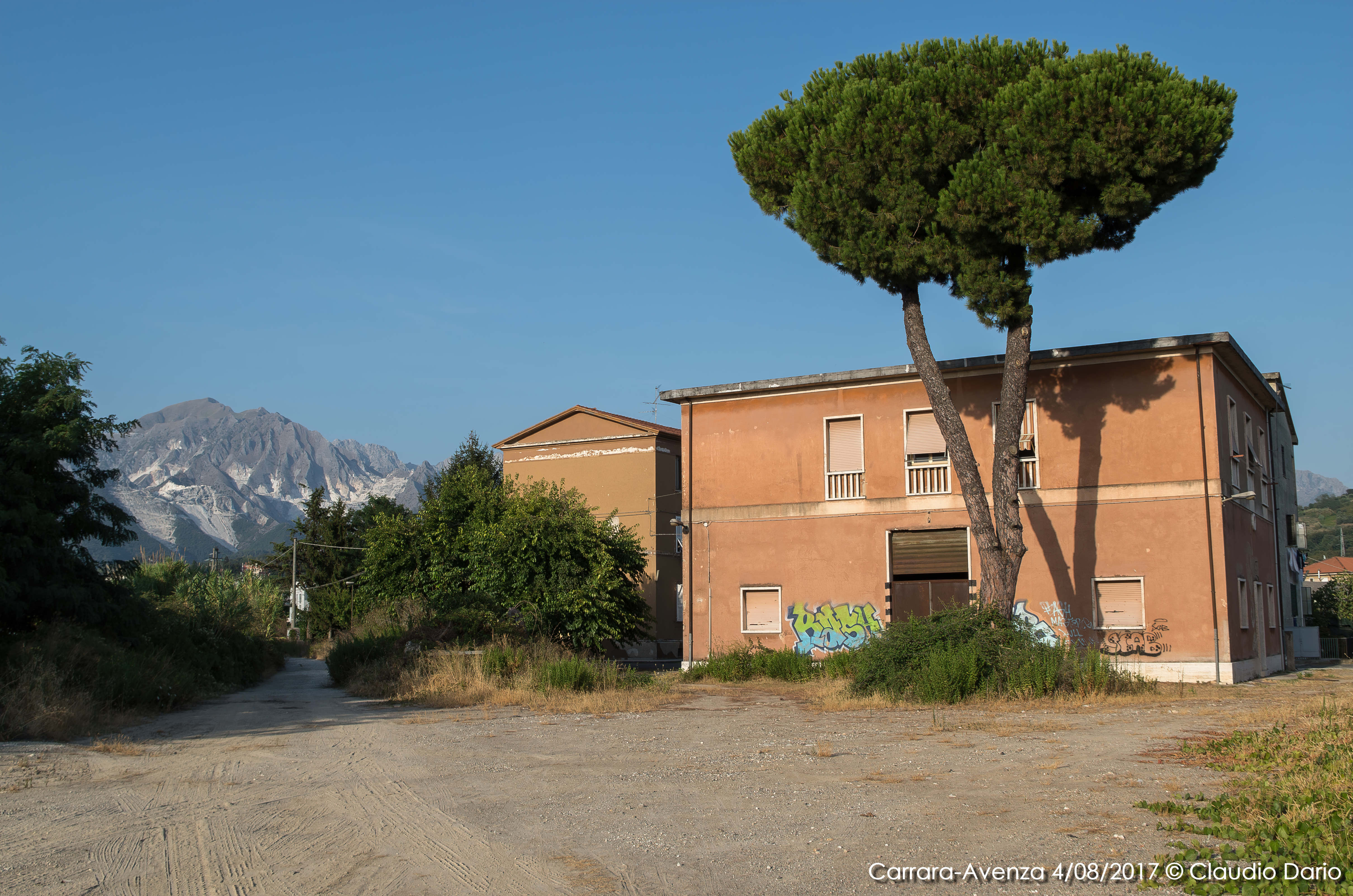
La rimessa locomotive per i mezzi d'opera

##### La cabina B

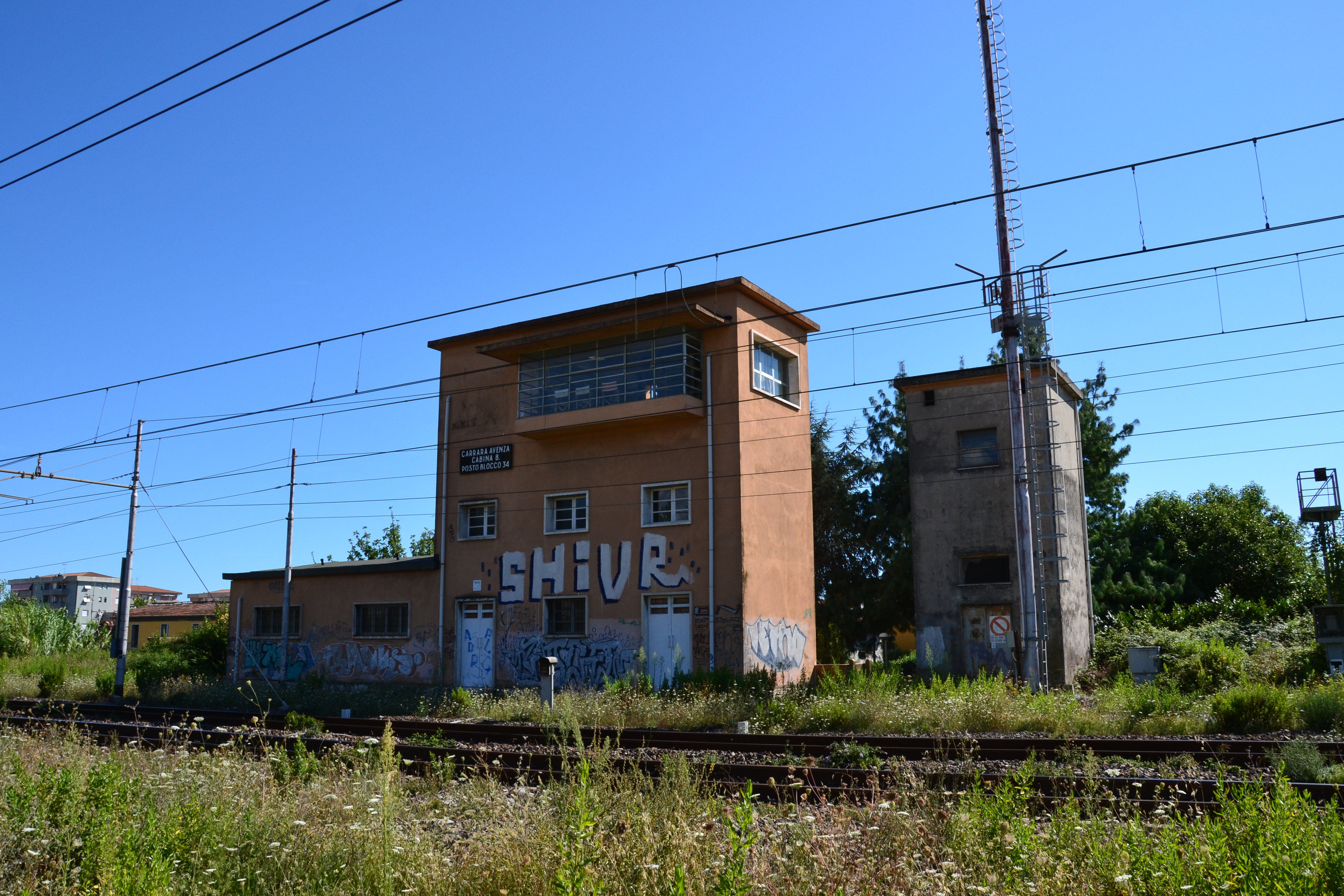
Esterno della cabina nel 2014

Esiste lato Pisa, nei pressi del passaggio a livello, un vecchio stabile denominato "cabina B", posto alla progressiva 146+599. Fino al 1976 esso svolgeva, insieme all'apparato gemello in ufficio movimento, funzioni di controllo di tutto il piazzale lato Pisa della stazione tramite dei sistemi elettromeccanici. All'epoca, la stazione era sede del posto di blocco n. 34 (in precedenza 37). Il fabbricato era stato costruito sul finire degli anni quaranta, è a pianta rettangolare a tre piani, l'ultimo piano ospitava il posto di comando col banco di manovra e il quadro luminoso.
Con la soppressione dell'apparato il fabbricato venne chiuso, rimanendo per molti anni inutilizzato e abbandonato fino al 1990 quando, a seguito di accordi con il gestore dell'infrastruttura, il Dopolavoro Ferroviario della Spezia ottenne la concessione d'uso del fabbricato dalle FS.
Nell'arco di un anno l'edificio venne interamente ristrutturato internamente ed esternamente e ritornò in breve tempo in piena efficienza; a partire dal 1991 il gruppo fermodellistico Tirreno vi stabilì la propria sede.

### Ponti e sottopassi
Vi sono un totale di cinque tra ponti e sottopassi che attraversano l'area dell'impianto: i ponti su viale XX Settembre, il sottopasso stradale di via Carriona, il ponte sul torrente Carrione e il vecchio sottopasso sulla Genova-Pisa precedentemente per il tratto Avenza-Marina di Carrara della ferrovia Marmifera. I due ponti sul viale sono in cemento armato al servizio delle linee Genova-Pisa ed Avenza-Carrara, il sottopasso di via Carriona – posta tra le segherie Walton e Frugoli a sud e tra la Carlo Telara e la ex FortiMarmi a nord – è in mattoni con un'architettura a volta, il ponte sul Carrione, a tre campate, e il sottopasso per la Marmifera sono entrambi in cemento armato.

#### Ponti sul viale XX Settembre
Con la costruzione del viale XX Settembre, nei primi anni dieci del 1900, il comune di Carrara prese accordi con le FS per l'ampliamento dei precedenti sottopassaggi in precedenza per la vecchia Strada dei Marmi. La Società Anonima per costruzioni cementizie venne incaricata per la realizzazione delle due opere, il costo complessivo fu di 83 000 lire, 23 000 per quello dedicato alla linea per Carrara e 60 000 per quello dedicato alla Tirrenica.
La costruzione iniziò nel luglio 1913 con i lavori di scavo e di posa delle travate in metallo provvisorie, tra marzo e giugno 1914 vennero effettuate le colate di cemento e infine a dicembre di quell'anno il ponte per la linea per Carrara risultava già completato e pronto per il collaudo (compaiono inoltre per la prima volta i binari tranviari, in fase di costruzione e assestamento), che avvenne nel gennaio del 1915. Nel marzo 1915 vennero rimossi i ponteggi in legno dal ponte lato monti, mentre risultavano ancora in corso a giugno i lavori per la costruzione del ponte della Genova-Pisa, esteticamente uguale ma più largo.
Il ponte per l'Avenza-Carrara è largo 4,77 m e sufficiente per un solo binario, essendo questa a semplice binario, mentre il gemello per la Genova-Pisa è largo 12,15 m, sufficienti per ospitare i due binari di corsa più un terzo aggiuntivo. Sono presenti anche altre due campate immediatamente a nord dei ponti, in principio per il passaggio del tronco di Marmifera diretto a Marina di Carrara: per la linea per Carrara questa è in mattoni mentre quella sulla Tirrenica è in cemento.
Entrambi i ponti sono a tre luci, le laterali di 7 m e la centrale di 14 m, realizzate in cemento Portland con una miscela di sabbia e pietrisco minuto. Per le prove di resistenza vennero impiegate delle locomotive del gruppo 680 delle FS, la prova di trazione per il ferro diede come risultati 1 t/cm² mentre per il calcestruzzo 48,3 kg/cm².

## Movimento
Dal 2004 la fermata è interessata dai treni regionali a orario cadenzato effettuati da Trenitalia nell'ambito del contratto di servizio "Memorario". Oltre al traffico regionale fermano anche dei treni a lunga percorrenza della relazione InterCity anch'essa effettuata da Trenitalia.
Fino agli anni novanta, la stazione produceva anche per quanto riguarda il traffico merci: lavorava principalmente con le varie aziende raccordate (alcune facenti parte della Zona Industriale Apuana) nell'esportazione di materiali chimici e, fino al 1964, era strettamente connessa alla ferrovia Marmifera nell'esportazione del marmo.

### Incidenti

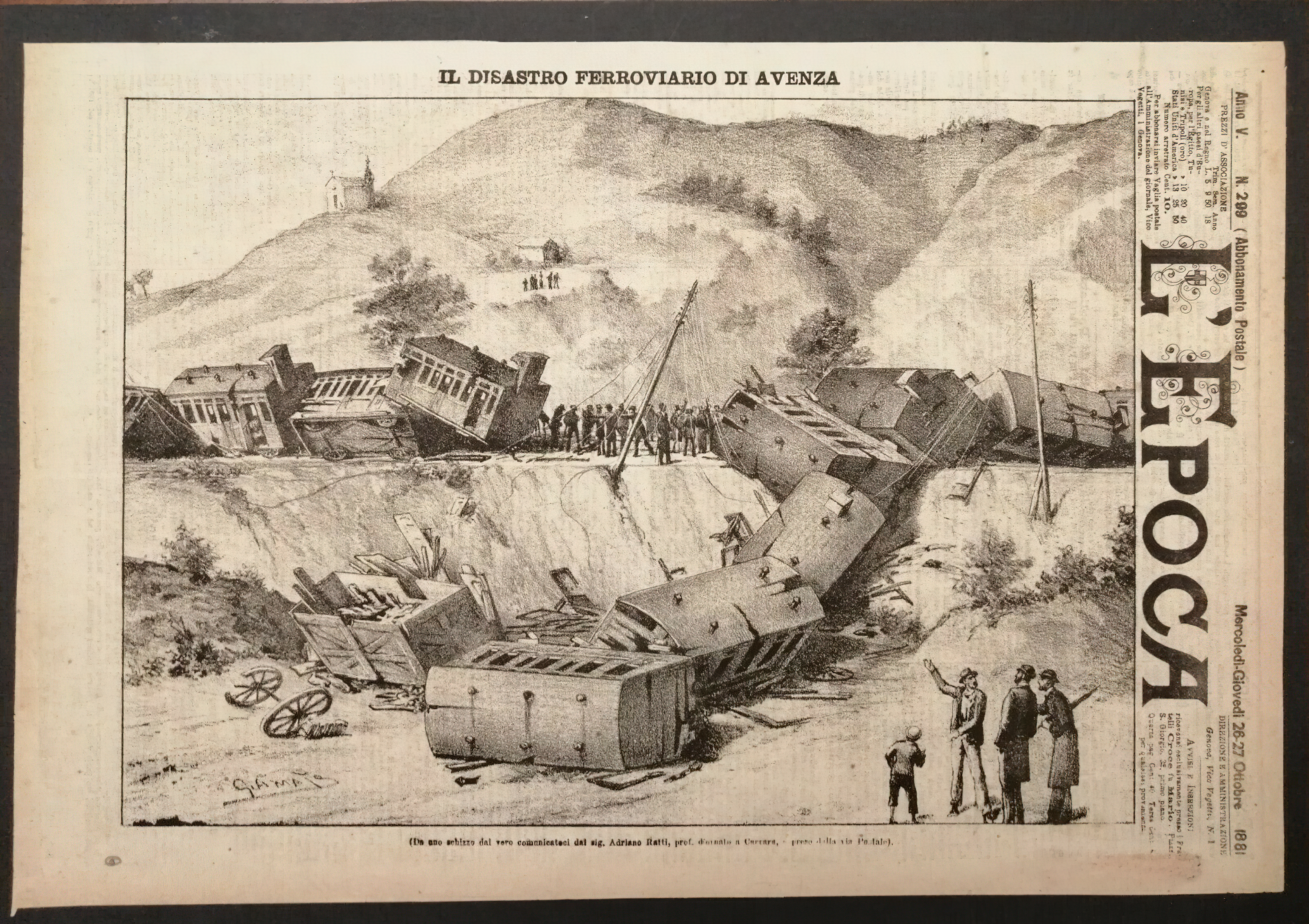
L'incidente ferroviario accaduto tra Avenza e Sarzana nell'ottobre del 1881 riprodotto nel giornale "L'Epoca"

Nella notte tra il 21 e il 22 ottobre 1881 il tratto di linea tra Sarzana e Avenza venne momentaneamente interrotto a causa dello svio del Diretto 37: sviarono 15 vetture causando la morte di un viaggiatore, una ventina di feriti e gravi danni al materiale rotabile; la linea venne ripristinata nelle 48 ore successive e dal 24 ottobre l'esercizio riprese normalmente. Quattro anni dopo sviò un altro treno viaggiatori con a bordo il presidente del Consiglio, il ministro dell'agricoltura e commercio e un centinaio di persone, causando la morte di un capitano di stato maggiore e vari feriti.
Nei primi anni venti, probabilmente a causa di un'incomprensione nell'esecuzione di una manovra, avvenne un incidente tra un treno espresso occorso sul secondo binario e una locomotiva a vapore adibita al piazzale, la FS 2267, poi entrata a far parte del gruppo 215 e rinumerata in 215.277.

## Servizi
La stazione, gestita da RFI che dal 2008 la classifica di categoria silver, dispone di:
- Biglietteria a sportello
- Biglietteria automatica
- Sala d'attesa
- Servizi igienici
- Bar
- Ristorante

Dopo i lavori di ristrutturazione del 2017/2018 per l'eliminazione delle barriere architettoniche, l'impianto è stato dotato di due ascensori che collegano il sottopassaggio con le due banchine, percorsi per ipovedenti, nuovi impianti per l'annuncio treni, videosorveglianza e illuminazione, mentre le banchine vennero portate allo standard d'interoperabilità europeo di 55 cm dal piano del ferro. La fermata dispone inoltre di due parcheggi (uno pubblico e uno privato ad uso del personale di servizio) e di una rastrelliera per sosta biciclette.

## Interscambi

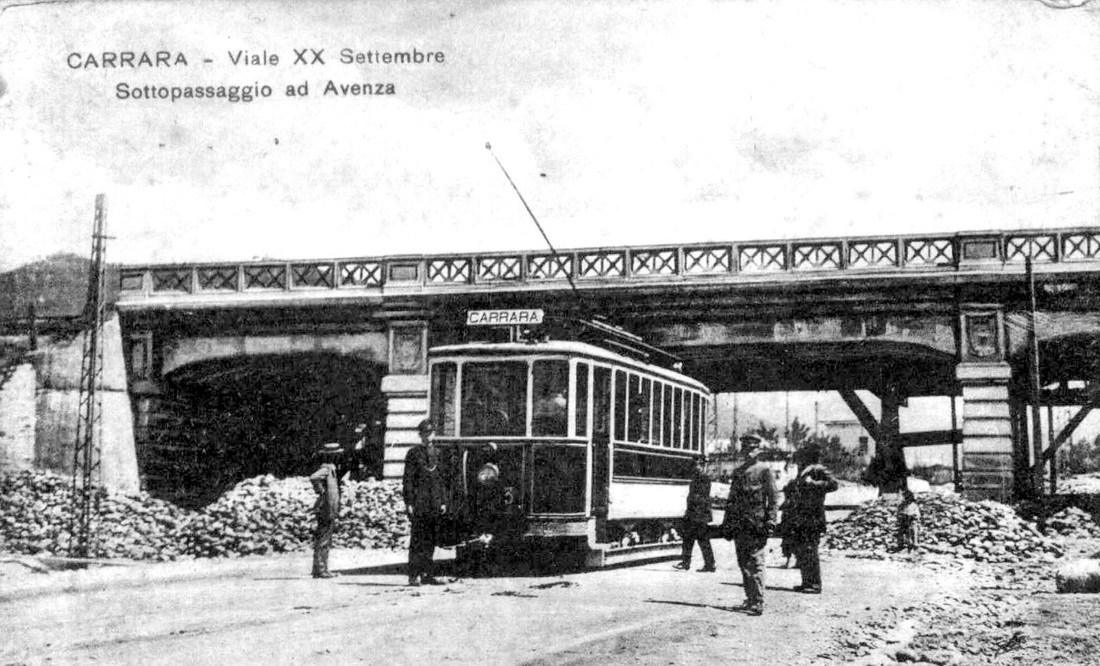
Il sottopasso ferroviario di Avenza con la tranvia per Marina di Carrara

La fermata offre i seguenti interscambi:
- Stazione taxi
- Fermata autobus

L'impianto inoltre ha posseduto come interscambio, dal 1915 al 1955, la tranvia Carrara-Marina di Carrara. Alla sua chiusura questa venne sostituita dalla filovia che si estendeva da Carrara fino a Marinella di Sarzana e che operò fino al 1985.

## Media
Durante l'esercizio, l'impianto è stato immortalato più volte in varie cartoline e fotografie d'epoca. È anche apparso nel cinegiornale delle FS del 1948 "Rotaie", realizzato nell'immediato dopoguerra e che documenta la ricostruzione postbellica.
Nel 2017 Carrara-Avenza e Carrara San Martino compaiono menzionate nel libro Passato in costruzione. La memoria edifica il presente di Francesco Cannas, ambientato negli anni settanta. Questo vede il protagonista, un ragazzo di nome Giorgio, partire da Oristano in Sardegna verso Carrara per motivi di studio. All'acquisto del biglietto, non sapendo con precisione la stazione di destinazione, prese la traccia più lunga, per San Martino. All'approssimarsi di Massa, chiese al capotreno quanto mancasse all'arrivo. Essendo stata chiusa al servizio viaggiatori dal dopoguerra e definitivamente soppressa nel 1970, questi lo guardò senza capire a cosa si riferisse e gli disse di scendere ad Avenza.

### Fonti
1. ↑   Rete Ferroviaria Italiana - Direzione Circolazione, Sezioni 6.1.2 e 7.1.2, su Fascicolo Linee 99 (La Spezia Centrale-Livorno Centrale), normativaesercizio.rfi.it, ed. dicembre 2003, Direzione Operativa Infrastrutture Territoriale di Firenze. URL consultato il 20 febbraio 2022.
2. ↑  Ferrovie dello Stato S.p.A., Istruzione ACEI.
3. ↑  Bernieri, p. 41.
4. ↑  Tale richiesta compare in:  Atti del parlamento italiano. Sessione del 1861, su google.it, Torino, 1º periodo dal 18 febbraio al 23 luglio 1861,  p. 118. URL consultato il 23 gennaio 2022.
5. ↑  Bernieri, p. 42.
6. 1 2 3   Ufficio Centrale di Statistica delle Ferrovie dello Stato, Prospetto cronologico dei tratti di ferrovia aperti all'esercizio dal 1839 al 31 dicembre 1926, su trenidicarta.it, Alessandro Tuzza, 1927. URL consultato il 13 luglio 2021 (archiviato il 22 maggio 2021).
7. 1 2 3  Bernieri, p. 45.
8. ↑  Bernieri, p. 49.
9. 1 2 3 4  Bernieri, pp. 54–55.
10. ↑   La Nazione, Quando Avenza volle il Piemonte, su avenza.it, 28 giugno 1995. URL consultato il 10 giugno 2021 (archiviato il 23 gennaio 2021).
«Tra insurrezioni popolari e il sogno di un collegamento a monte tra le due città col traforo della Foce, la complessa vicenda si chiude con la inaugurazione nel 1862 del tronco com'è attualmente, con conseguente creazione del tratto Avenza-Carrara e della stazione di San Martino [...].»
11. ↑   Michela Toni, Un ambiente di marmo, su google.it, maggio 2012,  p. 47, ISBN 978-88-7814-548-1. URL consultato il 3 luglio 2021.
12. ↑   Redazione, Frammenti di ricordi, su carraraonline.com. URL consultato il 23 settembre 2018 (archiviato il 23 settembre 2018).
«[...] La stazione fu aperta all'esercizio venerdì 26 dicembre 1862 ed era di legno, cambiato poi in muratura.»
13. 1 2   Daniele Canali, La nascita della Ferrovia marmifera privata Carrara, su istitutostoricosocialeapuano.it, Istituto Storico Sociale Apuano, 2017. URL consultato l'8 novembre 2022.
14. ↑   Daniele Canali, Cartoline di Carrara (1900-1950), Carrara, Aldus, 1993.
15. ↑  La denominazione dell'impianto come "stazione di Avenza" è esplicitamente citata in Atti organici delle Strade Ferrate Romane, pp. 208–243 "Convenzione del 21 giugno 1863 per la costruzione della diramazione AVENZA-CARRARA".
16. ↑   Bollettino dei trasporti e dei viaggi in ferrovia, su google.it, 1887,  pp. 27, 35, 75 e 146. cita la denominazione di Avenza per l'impianto, mentre "Carrara-Avenza" ( p. 44 e 116 (archiviato dall'url originale il 17 luglio 2018).) era utilizzato per indicare la singola tratta tra Carrara Città (San Martino) e Avenza.
17. ↑  Strade Ferrate Romane, p. 279.
18. ↑   Camera dei deputati del Regno d'Italia, Raccolta dei documenti stampati per ordine Camera, su google.it, vol. 6, Roma, 1873,  p. 143.
19. ↑  Strade Ferrate Romane, p. 239.
20. ↑  Strade Ferrate Romane, p. 229.
21. ↑   Camera dei deputati del Regno d'Italia, Esposizione sommaria della situazione dei lavori della ferrovia del litorale ligure al 1º giugno 1864, su Raccolta dei documenti stampati per ordine dalla camera, google.it, II, Torino, 1865,  p. 2. URL consultato il 24 gennaio 2022.
22. ↑   Collezione celerifera delle leggi, decreti, istruzioni e circolari, parte 1, su books.google.it, Firenze, 1871. URL consultato il 21 luglio 2021 (archiviato il 21 luglio 2021).
23. 1 2   Camera dei deputati del Regno d'Italia, Atti della commissione d'inchiesta sull'esercizio delle ferrovie italiane, su google.it, 1, parte III, Roma, 1881.
24. ↑   Stamperia reale, Raccolta ufficiale delle leggi e dei decreti del Regno d'Italia, su books.google.it, Firenze, 1871,  p. 984. URL consultato il 21 luglio 2021 (archiviato il 21 luglio 2021).
25. ↑   Luigi di Giacomo Pirola, Raccolta degli atti ufficiali del governo sulle leggi, decreti, istruzioni, circolari ecc., su books.google.it, Milano, 1871. URL consultato il 21 luglio 2021 (archiviato il 21 luglio 2021).
26. 1 2   Comune di Carrara e Assessorato pubblica istruzione e biblioteca, Inventario dell'archivio della ferrovia Marmifera Privata di Carrara, Tomo I, a cura di Paola Bianchi e Laura Ricci, Carrara, biblioteca civica, 2001.
27. ↑  FMC (1875/6).
28. ↑   Società della Ferrovia Marmifera Privata di Carrara, Sottopassaggio ad Avenza, 14 ottobre 1875 - 25 settembre 1876.
29. ↑   Monitore delle strade ferrate e degli interessi materiali, su trenidicarta.it, Torino, 2 gennaio 1884,  p. 838. URL consultato il 28 gennaio 2022.
30. ↑   Camera dei deputati del Regno d'Italia, Atti della commissione d'inchiesta sull'esercizio delle ferrovie italiane, su google.it, 1, parte II, Roma, 1881,  p. 335.
31. ↑  Monitore delle strade ferrate (1889), p. 651 e 781.
32. ↑  Monitore delle strade ferrate (1889), pp. 38, 102-103, 152, 170.
33. 1 2 3 4   Strade Ferrate del Mediterraneo, Tavola 133: stazioni di Avenza, Luni e Sarzana, disegno 1, in Album dei Piani Generali delle stazioni, fermate, cave, cantieri, officine e diramazioni a Stabilimenti privati alla data 1º gennaio 1894, Milano, 1895.
34. ↑   Parlamento italiano e Camera dei deputati del Regno d'Italia, Atti del Parlamento italiano: Discussioni, vol. 6, 1906,  p. 7173.
35. ↑   Rivista generale delle ferrovie e dei lavori pubblici, su google.it, vol. 22, Firenze, 1904,  p. 808. URL consultato il 26 dicembre 2022.
36. ↑   Parlamento italiano, Atti parlamentari, vol. 6, 1903,  p. 5460.
37. ↑  Monitore delle strade ferrate (1903), p. 40.
38. ↑  Monitore delle strade ferrate (1903), p. 331.
39. ↑  Monitore delle strade ferrate (1903), p. 284.
40. ↑  Rivista dei lavori pubblici, pp. 720, 688, 808.
41. ↑  Rivista dei lavori pubblici, p. 544.
42. ↑   Rivista generale delle ferrovie e dei lavori pubblici, su google.it, vol. 23, 1905,  p. 773. URL consultato il 29 luglio 2021.
43. ↑   Direzione generale delle Ferrovie dello Stato, Relazione a S. E. il ministro dei lavori pubblici sull'andamento dell'amministrazione delle Ferrovie dello Stato, su trenidicarta.it, Roma, 1906,  pp. 138 (parte prima) e 104 (parte seconda). URL consultato l'8 agosto 2021 (archiviato il 9 agosto 2021).
44. ↑   Amministrazione autonoma delle Ferrovie dello Stato, Statistica dell'esercizio. Anno 1906. Parte I. Statistica generale, su trenidicarta.it, Roma, 1909,  p. 153, prospetto n. 2. URL consultato il 7 luglio 2021 (archiviato il 9 luglio 2021).
45. ↑   Rivista generale delle ferrovie e dei lavori pubblici, su google.it, vol. 25, 1907,  p. 557. URL consultato il 9 agosto 2021 (archiviato il 9 agosto 2021).
46. ↑   Amministrazione autonoma delle Ferrovie dello Stato, Bollettino del Personale delle Ferrovie dello Stato, su trenidicarta.it, n. 1, Roma, 1908. URL consultato il 30 ottobre 2021.
47. ↑  Giornale dei lavori pubblici (1915), p. 138.
48. ↑  Giornale dei lavori pubblici (1915), p. 728.
49. ↑   Amministrazione autonoma delle Ferrovie dello Stato, Relazione dell'Amministrazione delle ferrovie esercitate dallo Stato per l'anno finanziario 1917-18, su trenidicarta.it, Roma, 1918,  pp. 125 e 130. URL consultato il 9 luglio 2021.
50. ↑  Rivista tecnica delle ferrovie italiane (1916).
51. 1 2 3   Lucio Benassi, Viale XX Settembre, su carraraonline.com, 2 maggio 2013. URL consultato il 16 agosto 2021.
52. ↑   Touring Club Italiano e Luigi Vittorio Bertarelli, Guida d'Italia del Touring Club Italiano, 1916.
53. ↑   Adriano Betti Carboncini, I treni del marmo. Ferrovie e tranvie della Versilia e delle Alpi Apuane, Carrara, Salò : Editrice Trasporti su Rotaie, 1984,  p. 82, ISBN 88-85068-10-3.
54. ↑  In  Antonio Bianchi, La Spezia e Lunigiana: società e politica dal 1861 al 1945, su books.google.it, Franco Angeli, 1999,  p. 185, ISBN 978-88-464-1254-6. la fonte parla di 600 uomini mentre in  Mimmo Franzinelli, Squadristi. Protagonisti e tecniche della violenza fascista 1919-1922, Milano, Mondadori, 2009,  p. 344, ISBN 978-88-04-52934-7. si parla di 500.
55. ↑   Amministrazione autonoma delle Ferrovie dello Stato, Relazione per l'anno finanziario 1920-21, su trenidicarta.it, 1922,  pp. 31 e 34. URL consultato il 21 luglio 2021 (archiviato il 21 luglio 2021).
56. ↑  Compare in " Amministrazione autonoma delle Ferrovie dello Stato, Orario generale delle Ferrovie dello Stato, su archiviofondazionefs.it, validità dal 1º al 30 novembre 1924,  p. 130, quadro 240. URL consultato il 24 ottobre 2021." come Avenza e come Carrara-Avenza nel successivo " Amministrazione autonoma delle Ferrovie dello Stato, Orario generale delle Ferrovie dello Stato, su archiviofondazionefs.it, validità dal 1º al 31 dicembre 1924,  p. 130, quadro 240. URL consultato il 24 ottobre 2021."
57. 1 2   Dal 1862 ad oggi ecco la storia delle due stazioni, su iltirreno.gelocal.it, Il Tirreno, 17 gennaio 2016. URL consultato il 2 febbraio 2016 (archiviato il 17 agosto 2016).
58. ↑   Ministero dei lavori pubblici, Annali dei lavori pubblici, su google.it, vol. 77, 1ª ed., 1939,  p. 44. URL consultato l'8 agosto 2021 (archiviato il 9 agosto 2021).
59. ↑   Bollettino dei trasporti e dei viaggi in ferrovia, su google.it, 1908,  p. 102. URL consultato il 31 luglio 2021 (archiviato il 9 agosto 2021).
60. ↑   Società della Ferrovia Marmifera Privata di Carrara, Convenzione n. 440: Ferrovie dello Stato e FMC per l'impianto della linea elettrica ad Avenza, 28 febbraio 1925.
61. 1 2  Foto tecnica di FS in Rivista tecnica delle ferrovie italiane, p. 213 datata 8 marzo 1926.
62. ↑   Amministrazione autonoma delle Ferrovie dello Stato, Relazione per l'anno finanziario 1926-27, su trenidicarta.it, 1927,  pp. 72 e 134. URL consultato il 13 giugno 2021 (archiviato il 13 luglio 2021).
63. ↑  Rivista tecnica delle ferrovie italiane (1931), pp. 13, 206, 209, 213, 214, 216.
64. ↑   Adriano Betti Carboncini, La torbiera di Torre del Lago e l'elettrificazione ferroviaria: binari a Viareggio, Calosci, 2004,  p. 28.
65. 1 2   Adriano Betti Carboncini, Da Ventimiglia a Massa. La ferrovia Ligure (PDF), su ferrovieinrete.com, 2001,  p. 5. URL consultato l'8 agosto 2021 (archiviato il 19 ottobre 2020).
66. ↑   Amministrazione autonoma delle Ferrovie dello Stato, Relazione per gli anni finanziari 1925-26, su trenidicarta.it, 1926,  p. 115. URL consultato l'8 agosto 2021 (archiviato il 9 agosto 2021).
67. ↑   Amministrazione autonoma delle Ferrovie dello Stato - Servizio Personale e Affari Generali, Statistica dell'esercizio. Anni 1924-1925-1926. Statistica generale, su trenidicarta.it, vol. 1, Roma, 1929,  pp. 266–7 "Prospetto n. 9: potenzialità delle stazioni". URL consultato il 7 luglio 2021.
68. ↑   Redazione Il Tirreno, A lezione di storia di Avenza, su iltirreno.gelocal.it, 23 marzo 2014. URL consultato il 21 luglio 2021 (archiviato il 21 luglio 2021).
«[...] gli abitanti di Avenza, che si contraddistinsero per il loro forte spirito antifascista, dovuto forse alla grande tradizione mazziniana ed in parte anarchica radicata nel territorio, che culminò poi con l’attentato a Mussolini compiuto da Gino Lucetti nel settembre del 1926. Questo episodio portò alla criminalizzazione generalizzata di tutta la popolazione di Avenza, al punto che i fascisti di Carrara scesero a distruggere i cartelli della stazione, che riportavano il nome “Avenza”, per sostituirli con quelli con la scritta “Carrara”.»
69. ↑   Giornale dei lavori pubblici e delle strade ferrate, su google.it, n. 1, 15 gennaio 1928,  p. 371. URL consultato il 25 agosto 2022.
70. ↑   Amministrazione autonoma delle Ferrovie dello Stato, Relazione per l'anno finanziario 1931-32, su trenidicarta.it, 1932,  p. 234, allegato 22. URL consultato il 23 luglio 2021 (archiviato il 23 luglio 2021).
71. ↑   Ministero delle comunicazioni, Bollettino ufficiale delle Ferrovie dello Stato. Secondo semestre 1930, su trenidicarta.it, Roma, 3 luglio 1930,  p. 329. URL consultato il 13 luglio 2021 (archiviato il 13 luglio 2021).
72. ↑   Ministero delle comunicazioni, Bollettino ufficiale delle Ferrovie dello Stato, su trenidicarta.it, Roma, 1931,  p. 265. URL consultato il 13 luglio 2021 (archiviato il 13 luglio 2021).
73. ↑  Relazione FS 1933-34, p. 266 (allegato 22).
74. ↑   Ministero delle comunicazioni, Bollettino ufficiale delle Ferrovie dello Stato, su trenidicarta.it, Roma, 1933,  pp. 381 e 397. URL consultato il 13 luglio 2021 (archiviato il 13 luglio 2021).
75. ↑  Relazione FS 1933-34, p. 274 (allegato 24).
76. ↑   Lucio Benassi, La storia della Z.I.A. Zona Industriale Apuana, su carraraonline.com, 2 marzo 2014. URL consultato il 27 febbraio 2020 (archiviato il 27 febbraio 2020).
«[...]. L'idea partì dal segretario particolare di Benito Mussolini, certo dott. Osvaldo Sebastiani, (Ceccano, 2 agosto 1888 – Passerano, 1944), che pensava alla costruzione di uno stabilimento che fornisse parti di ricambio per le Ferrovie dello Stato, proprio vicino alla stazione di Avenza.»
77. ↑   Amministrazione autonoma delle Ferrovie dello Stato, Relazione per l'anno finanziario 1938-39, su trenidicarta.it, 1940,  p. 187. URL consultato il 28 gennaio 2022.
78. ↑   Ministero delle finanze e Direzione generale delle tasse e delle imposte indirette sugli affari, Bollettino ufficiale legislazione e disposizioni ufficiali, su google.it, XLVIII, n. 13, Roma, 15 luglio 1938,  p. 2267, art. 9 comma 1. URL consultato il 23 gennaio 2022.
79. ↑   Ente Ferrovie dello Stato, Stazione di Carrara-Avenza. Piano schematico. Capacità in metri e assi dei binari, anni '80.
80. ↑  Gazzetta Ufficiale del Regno d'Italia.
81. ↑   Il Polo in fumo. L'area chimica apuana dalle origini al caso Farmoplant alle alternative di sviluppo possibili, su google.it, E. Falqui, 1988,  p. 21. URL consultato il 12 febbraio 2022.
82. ↑  Secondo la Gazzetta Ufficiale del Regno d'Italia e  Stefano Paolini, Carrara, marmo e treni, su photorail.com, giugno 2006. URL consultato il 7 luglio 2021 (archiviato dall'url originale il 9 gennaio 2013). i capolinea principali dei raccordi industriali erano la stazione di Avenza e il PM Apuania, poi stazione di Massa Zona Industriale.
83. ↑   Centro di Studi per la Geografia Antropica, Memorie di geografia antropica, vol. 7-8, 1952,  p. 151.
84. ↑   Amministrazione autonoma delle Ferrovie dello Stato, Bollettino commerciale delle Ferrovie dello Stato, su google.it, Roma, 1º gennaio 1941,  p. 597. URL consultato il 12 febbraio 2022.
85. ↑   Ministero delle comunicazioni, Bollettino ufficiale delle Ferrovie dello Stato, primo semestre 1939, su trenidicarta.it, 1939,  pp. 143–144, Ordine di Servizio n. 61. URL consultato il 21 luglio 2021 (archiviato l'11 luglio 2021).
86. ↑   Ministero delle comunicazioni, Bollettino ufficiale delle Ferrovie dello Stato, su trenidicarta.it, Roma, 1939,  p. 159. URL consultato il 9 luglio 2021 (archiviato il 9 luglio 2021).
87. ↑   Partito Nazionale Fascista, Foglio d'ordini, su google.it, Roma, 23 gennaio 1939,  p. 61. URL consultato il 28 dicembre 2021.
88. ↑   Paolo Camaiora, 77 anni fa il bombardamento di Avenza e Marina di Carrara, su diaritoscani.it, 12 maggio 2021. URL consultato il 12 luglio 2021 (archiviato il 12 luglio 2021).
89. ↑  Relazione FS 1944-45, p. 4.
90. ↑  In Relazione FS 1944-45, p. 146 (allegato 3) e p. 147 (allegato 4) le linee risultavano interrotte nel periodo 1943-45.
91. 1 2   Amministrazione autonoma delle Ferrovie dello Stato e Francesco De Feo, Rotaie, 1948,  a 8 min 39 s. URL consultato l'11 luglio 2021.
92. ↑   Ministero delle comunicazioni, Bollettino ufficiale delle Ferrovie dello Stato, su trenidicarta.it, Roma, 1946,  pp. 58–59, Ordine di Servizio n. 25. URL consultato il 7 febbraio 2023.
93. ↑   Amministrazione autonoma delle Ferrovie dello Stato, Relazione per gli anni finanziari 1949-50 - 1950-51 - 1951-52 - 1952-53, su google.it, vol. 1, 1957,  p. 18, Ordine di Servizio n. 72/1949. URL consultato il 30 luglio 2021 (archiviato il 9 agosto 2021).
94. ↑   Corrado Benzio, Il partigiano che passò dall'inferno della guerra a quello della miniera, su iltirreno.gelocal.it, Il Tirreno Toscana, 29 maggio 2014. URL consultato il 30 luglio 2021 (archiviato il 23 luglio 2021).
«In una Carrara sotto il controllo alleato ne poteva succedere di tutte. [...] C'era miseria, le cave non ripartivano. Grazie a uno sciopero generale, divelgemmo anche le rotaie alla stazione di Avenza, spuntarono fuori a Carrara 3 000 posti di lavoro.»
95. ↑   Amministrazione autonoma delle Ferrovie dello Stato, Relazione per gli anni finanziari 1945-46 - 1946-47 - 1947-48 - 1948-49, su trenidicarta.it, vol. 1, 1956,  p. 162. URL consultato il 30 luglio 2021 (archiviato il 21 luglio 2021).
96. 1 2 3   Azienda autonoma delle Ferrovie dello Stato - Gruppo Architettura, Rifacimento del FV di Carrara-Avenza. Pianta piano del ferro, su archiviofondazionefs.it, 23 marzo 1953. URL consultato il 20 febbraio 2022.
97. ↑  Foto della costruzione di Ilario Bessi in:  Corrado Magliani (a cura di), Ilario Bessi. Un fotografo in città. Carrara 1946-1980, su issuu.com, minimocomunemultiplo, dicembre 2012,  p. 60. URL consultato il 10 aprile 2022.
98. ↑   Azienda autonoma delle Ferrovie dello Stato, Relazione per l'anno finanziario 1958-59, su google.it, 1960,  p. 74. URL consultato l'8 agosto 2021 (archiviato il 9 agosto 2021).
99. ↑   Azienda autonoma delle Ferrovie dello Stato, Relazione per l'anno finanziario 1957-58, su trenidicarta.it, 1958,  p. 61. URL consultato il 30 luglio 2021 (archiviato il 9 luglio 2021).
100. 1 2 3   Annalisa Giovani e Stefano Maggi, Muoversi in Toscana. Ferrovie e trasporti dal Granducato alla Regione, Bologna, Il Mulino, 2005, ISBN 88-15-10814-9.
101. 1 2   Giorgio Stagni, L'Italia in Filovia, su stagniweb.it,  p. 16. URL consultato il 29 luglio 2021 (archiviato il 21 luglio 2021).
«[...] La filovia extraurbana che fino al 1985 ha collegato Carrara con Marinella di Sarzana toccava anche la località di Avenza, ove sorgeva il deposito societario.»
102. 1 2   Giorgio Stagni, Città e tram - Le reti minori, su stagniweb.it,  p. 16. URL consultato il 29 luglio 2021 (archiviato il 29 luglio 2021).
«[...] A partire dal 2 giugno 1955, [la tranvia] venne sostituita dalla filovia, che a sua volta chiuderà inopinatamente nel 1985.»
103. 1 2   Andrea Spinosa, Muoversi naturalmente, il trasporto filoviario (PDF), su cityrailways.net,  pp. 2, 5. URL consultato il 1º gennaio 2015 (archiviato dall'url originale il 28 agosto 2016).
«[...] Più remota appare invece la possibilità di riaprire all'esercizio gli impianti filoviari extraurbani di Salerno (19 km, chiusura nel 1983), quelli di Avellino (15 km, chiusura avvenuta nel 1973) e Carrara (10 km, chiusura nel 1985), non compresi nella statistica in esame perché ormai abbandonati»
104. 1 2   Associazione FITRAM, InformaFITRAM (PDF), su assofitram.it, n. 2, 2020,  p. 15. URL consultato il 5 settembre 2021 (archiviato dall'url originale il 5 settembre 2021).
105. ↑   FENIT 1946-1996, Roma, Federazione Nazionale Imprese Trasporti, 1996, ISBN non esistente.
106. ↑   Parlamento italiano, Atti parlamentari. Resoconti delle discussioni, su books.google.it, vol. 32, 1963,  p. 29839. URL consultato il 25 novembre 2022.
107. ↑  Decreto del presidente della Repubblica 28 dicembre 1970, n. 1459, in materia di "Soppressione della linea ferroviaria Carrara Avenza-Carrara S. Martino".
108. ↑   Azienda autonoma delle Ferrovie dello Stato, Relazione per l'anno finanziario 1965, su google.it, 1966,  p. 189. URL consultato il 30 luglio 2021 (archiviato il 9 agosto 2021).
109. ↑   Azienda autonoma delle Ferrovie dello Stato, Relazione annuale 1971, su google.it, 1972,  p. 173. URL consultato il 4 luglio 2021 (archiviato il 9 agosto 2021).
110. ↑   Senato della Repubblica, VI Legislatura - Tabella n. 10. Stato di previsione della spesa del Ministero dei trasporti e dell'aviazione civile per l'anno finanziario 1974 (PDF), su parlamento.it, 31 luglio 1973,  p. 108. URL consultato il 30 luglio 2021 (archiviato il 30 luglio 2021).
111. ↑   Senato della Repubblica, V Legislatura - Tabella n. 10. Stato di previsione delia spesa del Ministero dei trasporti e dell'aviazione civile per l'anno finanziario 1972 (PDF), su senato.it, 31 luglio 1971,  pp. 129–130. URL consultato il 5 novembre 2021.
112. ↑   Azienda autonoma delle Ferrovie dello Stato, Relazione annuale 1974, su google.it, 1975,  p. 93. URL consultato il 30 luglio 2021 (archiviato il 9 agosto 2021).
113. ↑  Istruzione ACEI, p. 5.
114. ↑  Istruzione ACEI, p. 8.
115. 1 2   Azienda autonoma delle Ferrovie dello Stato, Relazione annuale 1976, Roma, 1977,  pp. 96 e 97. URL consultato il 30 luglio 2021 (archiviato il 9 agosto 2021).
116. 1 2 3   Gruppo fermodellistico Tirreno, La sede del gruppo Tirreno, su digilander.libero.it. URL consultato il 18 novembre 2014 (archiviato il 6 ottobre 2014).
117. ↑   Senato della Repubblica, Risposte scritte ad interrogazioni (pervenute dal 16 dicembre 1986 al 2 gennaio 1987) (PDF), su senato.it, 1987,  pp. 2495–2498. URL consultato il 30 luglio 2021 (archiviato il 30 luglio 2021).
118. 1 2  Ente Ferrovie dello Stato (piano schematico, fine anni ottanta).
119. 1 2 3   Azienda autonoma delle Ferrovie dello Stato, Linea Pisa-Genova. Stazione di Carrara-Avenza. Planimetria degli impianti, anni '70.
120. ↑   Camera dei deputati, Interrogazione a risposta scritta 4/05374 presentata da Evangelisti Fabio (Partito Democratico della Sinistra) in data 1992/09/23, su dati.camera.it, 23 settembre 1992. URL consultato il 1º gennaio 2015 (archiviato il 4 marzo 2016).
121. ↑   Camera dei deputati, Interrogazione a risposta scritta 4/00953 presentata da Canesi Riccardo (PROG.FEDER.) in data 1994/06/01, su storia.camera.it, 1º giugno 1994. URL consultato il 1º gennaio 2015 (archiviato il 21 luglio 2021).
122. ↑  Non risultano già nel piano schematico TE del 1999.
123. ↑  I relativi deviatoi, 107 e 213, non compaiono nell'istruzione ACEI mentre compaiono nel piano schematico di fine anni ottanta.
124. ↑  In  Codebò G., Linea Genova-Roma. Tratta Genova Brignole-Pietrasanta (e). Stazione di Carrara-Avenza. Modifica ACEI per V401. Quadro luminoso, dicembre 2005  [3 agosto 1998]. il binario non risulta più presente, quando risultava nel successivo piano schematico TE del 1999 (e in seguito cancellato), indicandone la conseguente soppressione.
125. ↑   Camera dei deputati e Senato della Repubblica, XIII Legislatura - Disegni di legge e relazioni - Documenti (PDF), su leg13.camera.it, 1999,  p. 28. URL consultato il 30 luglio 2021 (archiviato il 30 luglio 2021).
126. ↑   Camera dei deputati e Senato della Repubblica, XIII Legislatura - Disegni di legge e relazioni - Documenti (PDF), su leg13.camera.it, 1999,  p. 92. URL consultato il 30 luglio 2021 (archiviato il 30 luglio 2021).
127. ↑  Istruzione ACEI, p. 7.
128. ↑   Manuela D'Angelo, Massa Carrara: "Stazione principale o niente più InterCity", su lanazione.it, La Nazione, 31 gennaio 2009. URL consultato il 10 giugno 2021 (archiviato il 21 luglio 2021).
«L'attuale presidente del consiglio comunale di Massa Marco Andreani ricorda che è dal 1996, anno in cui lui stesso era assessore provinciale alla mobilità, che si discute della stazione principale, senza successo»
129. ↑   Provincia di Massa-Carrara, Stazione unica (PDF), su portale.provincia.ms.it, 2007. URL consultato il 10 giugno 2021 (archiviato dall'url originale il 20 aprile 2014).
«Il PTC della Provincia di Massa-Carrara prevede l’individuazione della Stazione sulla linea ferroviaria Tirrenica che possa assumere ruolo di Stazione Principale, a carattere metropolitano, sulla base di criteri connessi con la dotazione di aree e servizi atti a rispondere a requisiti di integrazione intermodale. Peraltro il PTC non esclude una terza localizzazione, diversa da entrambe le stazioni esistenti sulla linea ferroviaria La Spezia-Pisa, e che per la sua posizione baricentrica non può che definirsi in adiacenza dell'attuale scalo merci di Massa Zona Industriale, al fine di rendere possibile la sosta sul territorio dei treni a lunga percorrenza.»
130. ↑   Confederazione Generale Italiana del Lavoro, CISL Massa-Carrara - Unione Sindacale Territoriale (PDF), su cislmassacarrara.it, luglio 2012,  p. 1. URL consultato il 10 giugno 2021 (archiviato dall'url originale il 20 aprile 2014).
«La stazione unica FFSS – forse ormai matura, nel Territorio diviso tra Massa e Carrara, troppo tardi – è di fatto inutile: i ridimensionamenti della ferrovia privilegiano la sosta a La Spezia e Pisa e d'estate a Viareggio.»
131. ↑  Compare in Azienda autonoma delle Ferrovie dello Stato (FV 1958), annessa alla sala "apparato centrale".
132. ↑   Rete Ferroviaria Italiana, Dati impianti, su rfi.it, 19 novembre 2005. URL consultato il 5 novembre 2023 (archiviato dall'url originale il 19 novembre 2005).,  elenco stazioni (ZIP), su rfi.it. URL consultato il 5 novembre 2023 (archiviato dall'url originale il 16 maggio 2006).
133. ↑   Cesare Micheloni, Riqualificazione della stazione di Carrara-Avenza, su avenza.it, 10 settembre 2008. URL consultato il 7 novembre 2022.
134. ↑  L'impianto al 2008 non risultava ufficialmente interessato da treni merci, da  Trenitalia - Divisione Cargo, Catalogo deli impianti serviti da Trenitalia - Divisione Cargo (PDF), su viaggiandoavapore.files.wordpress.com, 2008. URL consultato il 7 luglio 2022.
135. ↑   Rete Ferroviaria Italiana - Direzione Tecnica, Circolare Territoriale 15/2012, su donet.rfi.it, 21 dicembre 2012,  pp. 5-6. URL consultato il 1º gennaio 2015 (archiviato dall'url originale il 20 dicembre 2016).
136. 1 2   Il Tirreno Toscana, Stazione, uniti contro il declassamento, su iltirreno.gelocal.it, 23 luglio 2012. URL consultato il 10 giugno 2021 (archiviato il 21 luglio 2021).
«Nella premessa, l'ordine del giorno ricorda che Rete Ferroviaria Italiana (RFI) sta attualmente effettuando lavori di smantellamento di tutto il fascio merci della stazione di Avenza e che questi comporteranno a breve il declassamento della stazione a semplice fermata alla stregua di quelle di Luni o di Camaiore.»
137. 1 2   Cinzia Carpita, Partiti a Carrara i lavori al ponte ferroviario sul Carrione, su iltirreno.gelocal.it, Il Tirreno, 3 febbraio 2015. URL consultato il 25 maggio 2015 (archiviato il 25 maggio 2015).
«CARRARA. Le Ferrovie hanno aperto ad Avenza-Nazzano il cantiere dei lavori per la realizzazione della terza campata del ponte a valle dell'Aurelia: l'ultimazione dell'opera è prevista entro la fine di quest'anno.»
138. ↑   Il Tirreno, Ordigno lungo la ferrovia, treni cancellati e in ritardo, su iltirreno.gelocal.it, 20 febbraio 2015. URL consultato il 10 giugno 2021 (archiviato il 21 luglio 2021).
«CARRARA. È stato rinvenuto vicino alla stazione ferroviaria di Avenza ed è proprio per questo motivo che oggi pomeriggio – venerdì 20 febbraio – lungo la linea Pisa-La Spezia si sono verificati ritardi e soppressioni. Si tratta di un grosso ordigno bellico risalente alla Seconda guerra mondiale che verrà fatto brillare domenica 1º marzo.»
139. ↑   La Nazione, Spunta una bomba: evacuazione per 17 mila persone, su lanazione.it, La Nazione, 20 febbraio 2015. URL consultato il 10 giugno 2021 (archiviato il 4 marzo 2016).
«Carrara, 20 febbraio 2015 - Trovata una bomba nel Carrione. Come se non bastasse l'alluvione, il torrente torna di nuovo al centro delle cronache e questa volta per un ordigno bellico trovato nel suo letto nei pressi di Avenza. Ieri mattina mentre la ditta delle Ferrovie stava lavorando nell'alveo del fiume per i lavori ai binari del tratto ferroviario da sopraelevare, ha trovato nelle pale della ruspa un pesante oggetto di ferro.»
140. 1 2   CEMES, Ristrutturazione e rialzamento marciapiedi in stazione FS di Carrara-Avenza, su cemes-spa.com. URL consultato il 24 ottobre 2021.
141. 1 2 3 4 5   Una stazione rinnovata e più accessibile, su quinewsmassacarrara.it, 6 giugno 2018. URL consultato il 6 giugno 2018 (archiviato il 10 giugno 2018).
142. 1 2   RFI, Carrara-Avenza: 700 mila euro per l'installazione di due ascensori in stazione, su lagazzettadimassaecarrara.it, 11 ottobre 2016. URL consultato il 10 giugno 2021 (archiviato il 10 giugno 2021).
«Iniziati oggi nella stazione di Carrara-Avenza i lavori per la realizzazione di due nuove ascensori che consentiranno il collegamento dal sottopasso al primo e secondo marciapiede.»
143. ↑   Comunicato stampa Gruppo FS, Toscana, interventi in 34 stazioni RFI, su ferrovie.it, 1º giugno 2017. URL consultato il 29 luglio 2021 (archiviato il 29 luglio 2021).
144. ↑   Comune di Carrara, Gli interventi alla stazione di Avenza non solo per migliorare l'accessibilità ma anche per avere una struttura più accogliente, su comune.carrara.ms.gov.it, 14 dicembre 2016. URL consultato il 3 maggio 2018 (archiviato il 4 maggio 2018).
145. ↑   Rivoluzione alla stazione ferroviaria di Avenza, su lanazione.it, 12 agosto 2020. URL consultato il 15 agosto 2021.
146. 1 2 3 4 5   Rete Ferroviaria Italiana - Direzione Commerciale, Carrara-Avenza, su rfi.it. URL consultato il 13 agosto 2021.
147. 1 2 3 4  Azienda autonoma delle Ferrovie dello Stato (FV 1958).
148. 1 2  Risultato da ricerca in  Rete Ferroviaria Italiana - Direzione Commerciale, Stazioni, su rfi.it. URL consultato il 25 giugno 2022.: Stazione: Carrara-Avenza; Indirizzo: via Petacchi n. 2; Comune: Carrara; Provincia: Massa-Carrara; Classificazione: silver.
149. ↑   Amministrazione autonoma delle Ferrovie dello Stato, Concorso abbellimento stazioni ed altri impianti ferroviari (1925-1938). Stazione di Carrara-Avenza, su archiviofondazionefs.it, 1926. URL consultato il 24 dicembre 2022.
150. ↑   Strade Ferrate del Mediterraneo, Primo supplemento all'album 1894 dei piani generali delle Stazioni, Fermate, Cave, Cantieri, Officine e Diramazioni a Stabilimenti privati alla data 1º Gennaio 1897, Milano, 1899, tavola 67.
151. ↑  Compaiono, rilocati, in Azienda autonoma delle Ferrovie dello Stato (FV 1958).
152. ↑   Società della Ferrovia Marmifera Privata di Carrara, Convenzione n. 424: Consorzio Marmi Carrara e FMC per l'affitto di una parte dei locali della stazione di Avenza, 22 settembre 1928 - 30 dicembre 1930.
153. ↑   Società della Ferrovia Marmifera Privata di Carrara, Convenzione n. 912: Ubaldo Crudeli e FMC per l'alienazione della Breda 40 e l'affitto dei locali della stazione ad Avenza, 16 dicembre 1964 - 17 febbraio 1967.
154. 1 2 3   Rete Ferroviaria Italiana - Direzione Tecnica, Linea Pisa-Genova. Stazione di Carrara-Avenza. Planimetria itinerari sicuri, a cura di Direzione Territoriale Produzione di Firenze - Unità Territoriale di Pisa, aggiornata al 15 giugno 2010  [anni 1970].
155. ↑   Società della Ferrovia Marmifera Privata di Carrara e Amministrazione autonoma delle Ferrovie dello Stato, Stazione di Avenza: Binario d'allacciamento colla Ferrovia Marmifera Privata di Carrara, su archividelmarmo.it.
156. 1 2   Amministrazione autonoma delle Ferrovie dello Stato - Servizio Impianti Elettrici, Quadro luminoso Apuania Carrara - Cabina B, 1947-1948.
157. ↑   Ministero delle comunicazioni, Bollettino ufficiale delle Ferrovie dello Stato, su trenidicarta.it, 1º gennaio 1942,  pp. 28–30, Ordine di Servizio n. 15. URL consultato il 30 ottobre 2022.
158. 1 2  Rivista tecnica delle ferrovie italiane (1916), pp. 1–2.
159. ↑   Dove siamo, su frugoli.net, 2003. URL consultato il 7 luglio 2022.
160. 1 2 3 4 5 6 7 8   Bruno Biaschi, Carrara. Apertura del Viale XX Settembre (1907-1915): costruzione dei ponti sulle linee ferroviarie Carrara Avenza-Carrara San Martino e Genova-Roma (1913-1915), Carrara, 10 maggio 2019.
«Nel periodo 1907-1915 viene tracciato un nuovo tracciato stradale tra il centro storico di Carrara e la Marina ove è già attivo dalla seconda metà dell'800 il pontile Walton, costruito da un industriale inglese del marmo per imbarcare il prezioso materiale sui navicelli.

La strada costruita su impulso dell'Amministrazione Comunale Repubblicana, presieduta dal Sindaco, Avv. Edgardo Lami Starnuti, che ricoprirà più volte il ruolo di ministro in vari Gabinetti durante il secondo dopoguerra, era larga ben 34 metri, con al centro due binari tranviari che univano la città con la stazione ferroviaria, la frazione di Avenza, Marina e la località balneare del Paradiso.

Le foto, scattate tra il 1913 e il 1915, sono opera del Geom. Giovanni Salvetti, Geometra Principale del Comune di Carrara, che tanta parte avrà con l'Ing. Micheli nella costruzione dell'importante arteria e testimoniano le diverse fasi di costruzione dei due ponti, il collaudo, il traffico ferroviario, tra cui notevole quello tra Avenza e San Martino, la seconda stazione della città collocata nei pressi del centro storico e raccordata con la Ferrovia Marmifera Privata di Carrara, fonte di imponente traffico di blocchi, segati e materiale necessario per l'escavazione (funi, sabbia, polvere da sparo, etc.).

La documentazione, di proprietà del Socio, Dott. Bruno Biaschi, discendente del Geom. Salvetti, sono state donate al Gruppo Tirreno per essere collocate nella sede del Gruppo.»
161. 1 2  Rivista tecnica delle ferrovie italiane (1916), p. 1.
162. ↑  Rivista tecnica delle ferrovie italiane (1916), p. 3.
163. 1 2   Rete Ferroviaria Italiana - Direzione Commerciale, Statistiche (PDF), su rfi.it, Compartimento di Firenze, 19 dicembre 2008,  p. 1. URL consultato il 1º gennaio 2015 (archiviato dall'url originale il 26 luglio 2011).
164. ↑   Rete Ferroviaria Italiana - Direzione Commerciale, Orario dei treni in partenza dalla stazione di Carrara-Avenza, su prm.rfi.it. URL consultato l'8 agosto 2021 (archiviato il 6 giugno 2014).
165. ↑   Ministero dei lavori pubblici e Direzione Generale delle Strade Ferrate, Relazione statistica sulle costruzioni e sull'esercizio delle strade ferrate italiane per l'anno 1881, su trenidicarta.it, 1882,  p. 462. URL consultato il 7 luglio 2021 (archiviato il 9 luglio 2021).
166. ↑   Atti del parlamento italiano. Sessione 1882-83-84-85, su google.it, vol. 11, Roma, dal 15 gennaio al 13 febbraio 1885,  p. 11494. URL consultato il 25 giugno 2022.
167. ↑   Daniele Canali, La Ferrovia Marmifera di Carrara, Massa, Società Editrice Apuana, 1995,  pp. 34–35, ISBN non esistente.
168. ↑   Regione Toscana, Ferrovie, su regione.toscana.it, novembre 2012. URL consultato il 29 settembre 2021.
169. ↑   Rete Ferroviaria Italiana - Direzione Commerciale, Le stazioni oggi in: Toscana, su rfi.it, 31 dicembre 2013. URL consultato il 18 novembre 2014 (archiviato dall'url originale il 21 giugno 2015).
170. ↑   Trenitalia, Toscana - Servizi, su trenitalia.com. URL consultato il 18 novembre 2014 (archiviato dall'url originale il 29 novembre 2014).
171. 1 2 3   Regione Toscana, Trenitalia, Contratto di servizio per il trasporto pubblico ferroviario di interesse regionale e locale 2009-2014, su regione.toscana.it, Firenze, 30 dicembre 2009. URL consultato il 30 luglio 2021 (archiviato il 30 luglio 2021).
172. ↑   Francesco Cannas, Passato in costruzione. La memoria edifica il presente, su google.it, Youcanprint, 2017, ISBN 9788827808443. URL consultato il 28 dicembre 2021.

### Annotazioni
1. ↑  Vedi voce dedicata.
2. ↑  Vedi voce dedicata.
3. ↑  Il "disco girevole di protezione" aveva funzione analoga ai segnali luminosi di protezione (semaforici e a vela), da:  Amministrazione autonoma delle Ferrovie dello Stato, Regolamento sui Segnali, su trenidicarta.it, ed. 1922, Roma, 1922,  pp. 88 e 89, art. 50 e 51 "Dischi girevoli e loro significato", pp. 96-98, art. 56 "Protezione e segnalamento delle stazioni". URL consultato il 9 agosto 2021.
4. ↑  Acronimo di Ferrovia Marmifera Carrara, utilizzato per identificare la Società per la Ferrovia Marmifera Privata di Carrara.

### Fonti FS / RFI
- Azienda autonoma delle Ferrovie dello Stato - Divisione IE Firenze, Stazione di Carrara-Avenza. Piano schematico. Impianto ACEI, revisione di fine anni ottanta  [20 gennaio 1975].
- Ferrovie dello Stato S.p.A., Impianto ACEI - Stazione di CARRARA AV. - Istruzioni per il personale addetto all'esercizio dell'impianto, a cura di Servizio Produzione - Ufficio Movimento, Servizio Potenziamento e Sviluppo, Firenze, dicembre 1993.
- Ferrovie dello Stato S.p.A., Stazione di Carrara-Avenza. Schema elettrico e suddivisione in zone della linea di contatto, 29 marzo 1999.
- Rete Ferroviaria Italiana - Direzione Produzione, M. 53 di Carrara-Avenza, a cura di Direzione Territoriale Produzione Firenze - Unità Territoriale Pisa, validità dall'11 novembre 2011 al 9 dicembre 2012.

### Fonti FMC
- Società della Ferrovia Marmifera Privata di Carrara, Carteggio tra Pietro Bologna, l'ing. Turchi e il Prefetto di Massa Carrara riguardo alla variante al progetto della linea nei pressi di Avenza, 20 novembre 1875.
- Società della Ferrovia Marmifera Privata di Carrara, Studi di variante ad Avenza, 22 febbraio - 22 ottobre 1875.
- Società della Ferrovia Marmifera Privata di Carrara, Progetti, 1 luglio 1877.
- Società della Ferrovia Marmifera Privata di Carrara, Gratificazioni ai capistazione di Avenza e Carrara con ringraziamenti e prospetti delle stesse, 1903-1904.
- Società della Ferrovia Marmifera Privata di Carrara, Disegni dei piazzali delle stazioni di Avenza e Marina, senza data.
- Società della Ferrovia Marmifera Privata di Carrara, Convenzione n. 113: R. Neumann e FMC per il piano caricatore di Avenza, 1 agosto 1905 - 8 agosto 1955.
- Società della Ferrovia Marmifera Privata di Carrara, Convenzione n. 129: C. M. Hembold e FMC per l'allacciamento del piano caricatore ad Avenza, 19 dicembre 1905 - 31 gennaio 1952.
- Società della Ferrovia Marmifera Privata di Carrara, Convenzione n. 180: Riccardo Vatteroni e C. e FMC per il carico e scarico dei marmi alla stazione di Avenza, 10 giugno 1910.
- Società della Ferrovia Marmifera Privata di Carrara, Convenzione n. 572: Virginia fu Giuseppe Betti e FMC per l'affitto di un piano caricatore presso la stazione FMC di Avenza, 17 novembre 1943 - 25 maggio 1944.
- Società della Ferrovia Marmifera Privata di Carrara, Convenzione n. 635: Società Montecatini - Gruppo Marmi e FMC per l'affitto del piano caricatore alla stazione di Avenza, 14 maggio 1949 - 13 maggio 1953.